# История Узбекистана
История Узбекистана охватывает длительный исторический период, события и исторические процессы начиная с заселения её современной территории человеком от древности и заканчивая событиями современности.

## Первобытно-общинный строй

### Палеолит
Территория современного Узбекистана (как показывают находки каменных орудий в районах Ферганы и Бухары) была заселена древними людьми ещё в раннем палеолите.
Ранние периоды деятельности на территории Узбекистана относятся к раннему палеолиту и эпохи мустье. В горах Байсунтау найдено захоронение, а в Самарканде жилище и орудия труда. В четвертичный период, климат был более умеренный и это способствовало более широкому расселению человека, следы деятельности которых были обнаружены в пустынях Каракумы и Кызылкум. В карстовой пещере Аман-Кутан (Самаркандская область) в 1947 году археолог Д. Н. Лев обнаружил фрагмент бедренной кости человека. Грот Амир-Тимур в горах Байсун-Тау служил временным убежищем для людей мустьерского времени.
В 1931—1948 годах экспедицией при участии Парфёнова Г. В. и Окладникова А. П. в Сурхандарьинской области в гроте Тешик-Таш был обнаружен скелет неандертальца. В частности было обнаружено погребение мальчика возрастом 8—9 лет, что даёт основания говорить о самом древнейшем ритуале погребения человека на территории постсоветского пространства. Захоронение относится к мустьерской культуре..
В 2003 году в Кашкадарьинской области на южном подножье Зеравфшанского хребта (севернее Гиссарского хребта) в пещере Ангиляк, расположенной северо-западнее Тешик-Таша, были обнаружены мустьерские орудия и пятая плюсневая кость человека, размеры которой находятся в размахе вариаций от неандертальца до анатомически современного человека. Возраст составляет 38—44 тысяч лет.
В долине реки Аманкутансай в пещере Аманкутан находится стоянка первобытных людей Аманкутан эпохи мустье. На берегу реки Булбулзарсай найдена стоянка Такаликсай (позднемустьерская эпоха).
На стоянках Эрташсаяй-12 и Куксарай-2, расположенных в среднем течении реки Ахангаран, слои относятся к среднему/верхнему палеолиту.
К верхнему палеолиту относят фрагментарные черепа из Самаркандской стоянки.
В культурных слоях Кульбулака, Самаркандской стоянки обнаружены очажные пятна, вокруг которых концентрировалась основная жизнедеятельность людей эпохи позднего палеолита. Типично верхнепалеолитические слои 2.2 и 2.1 отображают последовательные этапы развития единой кульбулакской культуры (39—11 тыс. л. н.).

### Мезолит и неолит
15—12 тысяч лет назад начался переход к мезолиту. Характерными памятниками являются верхние слои почвы Мачайской пещеры Байсунского района на юге Узбекистана, наскальные изображения в Шебадском районе и прочее. В пещере Зараут-Сай нашли наскальные рисунки эпохи мезолита. Для обработки каменных орудий труда в этот период человек начинает применять «метод отжимной техники», принцип которой описан в трудах испанского писателя XVII века Т. Торквемады и английского исследователя XIX века Э. Белчера. В качестве охотничьего оружия стал применяться «лук», а найденные костяные наконечники стрел и крючки свидетельствуют о становлении рыболовства в качестве полноценной отрасли хозяйствования.
Анализ костей животных в скальном навесе Кайнар Камар (Kaynar Kamar, горный регион Гиссар) показал, что в 6-м тысячелетии до н. э. местные жители перешли к скотоводству. Увеличивается количество остатков овец, а также коз. Животные постепенно уменьшались в размерах. Впервые в регионе появляются кости крупного рогатого скота.
О развитом неолите свидетельствует стоянка на западной окраине Кызылкума у берегов реки Амударья, стоянка по Узгуну в северной части Каракумов, пещерные убежища Сурхандарьинской области и отдельные находки в Ташкентской, Ферганской, Самаркандской и Сурхандарьинской областей. Орудия труда приобретают форму микролитов. Развивается примитивный гончарный промысел, горно-пастушечье скотоводство и ткачество.
Гиссарская культура была распространена на территории Гиссаро-Алая с 6-го по 2-е тыс. до н. э.
В ходе Хорезмской экспедиции под руководством С. П. Толстова, существование оседлого образа жизни подтверждается открытием древнего жилища на стоянке Джанбас-кала, построенного из дерева с перекрытиями из камыша. В середине помещения был расположен большой очаг культового назначения. Число обитателей этого жилища было примерно оценено в 100/125 человек. Этот период был определён С. П. Толстовым как кельтеминарская культура, датируемая концом 4-го — началом 3-го тысячелетиями до н. э. Найденные здесь находки дают некоторое представление о степени развитости хозяйства у обитателей Южного Узбекистана. Отдельные находки, были найдены также в городище старого Термеза, пещерах Шерабада и районах Ташкента, Самарканда и Чуста. К неолиту относятся палеоантропологические останки со стоянки Сазаган (сазаганская культура).

### Бронзовая эпоха
Бронзовая эпоха в истории Узбекистана охватывает III—ранние века I тысячелетия до н. э.
Характеризуется тазабагьябской культурой, характерной для стоянок скотоводов степной зоны в районах сезонных водоёмов, степях и пустынях Центральной Азии. Наряду со стоянками тазабагьябской культуры, в районе Джанбаскала Я. Г. Гулямовым обнаружена стоянка поздней бронзы, названная суярганской культурой. Для этого периода характерно разделение труда на скотоводов и земледельцев. Появляется имущественная дифференциация. Количество древних горных выработок меди встречаются почти во всех горных массивах Узбекистана.
Так как стоянки суярганской культуры, как и часть тазабагъябских, расположены на такырах, лежащих над погребенными барханами, есть основание полагать, что около середины II тысячелетия до н. э. произошло осушение этого района, возможно связанное с прорывом Амударьи через западный отрезок Султан-Уиздага и образованием современного русла. Может быть с вызванным этими изменениями в географии верхней дельты Аму-дарьи вторичным её заселением и связано колонизационное движение южных племен, столкнувшихся здесь с племенами окрестностей южнохорезмского озера и, судя по признакам тазабагъябского влияния в керамике суярганской и позднейшей амирабадской культуры, ассимилировавшихся с ними. Есть все основания полагать, что эти племена составляли восточную ветвь народов яфетической системы языков, к которой относятся современные кавказские народы (грузины, черкесы, дагестанцы и др.) и к которой принадлежали создатели древнейших цивилизаций Двуречья, Сирии и Малой Азии.
Памятники этой эпохи очень схожи с памятниками бронзовой эпохи в Поволжье, Украине и Западной Сибири, а сходство с ранее упоминавшейся анаутской культурой отсутствует. По технике, орнаменту и формам изготовления глиняной посуды бронзового периода, она очень близка к памятникам андроновской, срубно-хвалынской и катакомбной культур эпохи бронзы в СНГ..
В среднем течении Амударьи в первой половине II тысячелетия до н. э. развивался целый ряд значительных центров, таких как Саппали-Тепе, Джаркутан, Кучук-тепе. Джаркутан представлял собой протогород площадью 4 гектаров. Изучены массив сплошной жилой застройки, на городище — «храм огня» (платформа с алтарём в центре, окружённая прямоугольной стеной с башнями), дворец и примыкающее крепостное сооружение, 1500 погребений. Город был покинут в конце II—начале I тысячелетия до нашей эры. Наряду с пастушеско-земледельческими племенами на рубеже 2-го—1-го тысячелетий до н. э. в ряде равнинных и предгорных районов появились общины первых земледельцев чустской культуры, названной по первому исследованному поселению близ города Чуст. Центром чустских племён Ферганы было Дальверзинское поселение.
Первая половина I тысячелетия до н. э. является переходным периодом характеризующейся выработкой орудий труда из железа. Данный период освещён не только по вещественным памятникам, но и по древним письменным источникам Китая, Ирана, Греции и др. 

## Древние культуры Центральной Азии.

### Бактрийско-Маргианская культура
Бактрийско-Маргианская культура — одна из цивилизаций бронзового века, которая существовала на территории восточного Туркменистана, южного Узбекистана, северного Афганистана и западного Таджикистана в 2250—1700 гг. до н. э. — в одно время с Индской цивилизацией в Пакистане и Древневавилонским царством в Месопотамии. Не исключено, что ядро цивилизации было расположено на территории Афганистана,  вследствие политической нестабильности недоступное ныне для археологических исследований. В связи с этим название археологической культуры в научных публикациях колеблется — среди прочих предлагаются термины «оксианская цивилизация», «цивилизация оазисов» и «бактрийско-маргианская культура».
С тезисом о существовании такой цивилизации выступил в 1976 году советско-греческий археолог В. И. Сарианиди. Бактрийско-Маргианская культура в наше время рассматривается как местная доиндоевропейская культура. Характерными для неё являются нерасписная гончарная посуда, двухъярусные гончарные горны, медные и бронзовые литые изделия (ножи, кинжалы, зеркала), глиняные модели повозок, остатки многокомнатных домов, разделённых узкими улочками. Высоко развитые керамика и ювелирное дело указывают на наличие в городах большого числа ремесленников. Пиктограммы на одной из печатей могут свидетельствовать о наличии в поселениях Маргианской цивилизации особой системы письменности. Существует также предположение о влиянии Джирофтской цивилизации на Бактрийско-Маргианскую культуру. Во II тысячелетия до н. э. на территорию нынешнего Узбекистана вторглись с запада арийские племена, разрушившие культуру прежде обитавшего там народа. Однако через несколько столетий стала формироваться новая культура.

### Согд, Хорезм, Бактрия, Чач и Фергана в архаический период
Согласно ал-Бируни, древнехорезмийские системы летоисчисления начинали счёт лет c XIII века до н. э. В начале I тысячелетия до н. э. сложилось несколько центров культуры. К югу от Аральского моря, вдоль реки Амударья в IX-VIII веках до н. э. возникла цивилизация Хорезма, обладавшая развитой ирригацией. Есть сообщения античных авторов о контактах жителей Хорезма с народами Колхиды на торговых путях по Амударье и Каспийскому морю, по которым шли среднеазиатские и индийские товары в кавказские владения через Эвксинский Понт (Εὔξενος Πόντος — др.-греч. назв. Чёрного моря). Это подтверждается и материальной культурой, элементы которой встречаются на раскопках древних памятников среднеазиатского Междуречья и Кавказа.
Можно сказать только одно: связи народов Средней Азии с переднеазиатским этнографическим миром уходят в глубокую, доиндоевропейскую древность, и без учета роли среднеазиатских племен вряд ли может быть до конца решен вопрос о происхождении яфетических народов древней Передней Азии и созданных ими государств. 
— Каково бы ни было направление этих связей, Хорезм — «Земля Хварри (Харри)» не может не учитываться в разрешении хуррийской проблемы во всем её объёме.

#### Земледелие и этнический состав расселений
Использование вод рек Амударьи, Сырдарьи и Зерафшана во многом влияло на расселение народов, размеры земледелия и характер связанных с этим верований, культов и культур народов. Искусственное орошение было положено в основу экономики как Востока, так и Средней Азии. Исследователь С. П. Толстов и В. А. Шишкин в своих трудах установили, что использование ирригационных систем существовало ещё до ахеменидов (VIII—VII веках до н. э.), а оросительная сеть Хорезма превосходила средневековую ирригационную сеть. Подобные работы могли быть выполнены только силами сельских общин под контролем государственной власти, которая применяла труд рабов-военнопленных. Такими государствами в доахеменейский период являлись Хорезм-Хвайризем и Бактрия.
Большое значение в расселении по Средней Азии имеет деление на кочевое и оседлое население. Основными скифскими племенами считались у Страбона даи (дахи), обитавшие за Каспийским морем (ныне Южный Туркменистан), и жившие восточнее — массагеты и саки. По словам Геродота, массагеты занимали значительную часть равнины в северных Каракумах, низовьях Амударьи и, возможно, до низовьев Сырдарьи. Массагеты скорее всего, были не единым народом, а союзом разных племён с общим именем.
Хорезмийцы выращивали пшеницу, ячмень, просо, разводили овец, крупный рогатый скот и лошадей. Вероятно, что в VII—VI веках до н. э. они возглавили крупный союз сако-массагетских племен («Большой Хорезм»).
Другим центром стал район в бассейнах рек Зеравшан и Кашкадарья, получивший название Согд (Согдиана). В VIII веке до нашей эры здесь была основана столица государства — Мараканда (Самарканд). Вторая столица Согда находилась на месте нынешнего городища Кук-тепа в Пайарыкском районе Самаркандской области. Впоследствии на территории Согда появились также другие города, включая Кирополь. Бухарский согдийский язык имел некоторые отличия как от литературного согдийского, так и от топонимии других областей Мавераннахра. Эти отличия касаются некоторых особенностей лексики, словообразования и фонетики.
Древнейшим государственным объединением Средней Азии является также Бактрия (письменные источники называли его Бахди в «Авесте», Бактриш в Бехистунской надписи, Бактриана у античных авторов, царство, истоки которого уходят далеко в прошлое), имевшее связи с Ассирией, Новым Вавилоном, Мидией и Индийскими княжествами. Согласно античной историографии, в период гегемонии Ассирии, в IX-VII веках до н. э. имел место «ассирийский поход» в Бактрию для установления контроля над лазуритом. По сведениям Ктесия Книдского, жившего при дворе Артаксеркса II (404—359 годы до н. э.), уже в VIII веке до н. э. существовало крупное Бактрийское царство. Об осаде Бактрии ассирийским царем сообщает Ксенофонт. В VII-VI веках до н. э. Древнебактрийское царство охватывало территории долин Сурхана, Кашкадарьи, включала в себя Маргиану и Согд. Изделия бактрийских мастеров из золота, камня и бронзы снискали славу в Китае, Персии, Европе. Крупнейшие города располагались на месте Кызылтепа, Еркургана, Узункыра. Квинт Курций Руф пишет: «Природа Бактрии богата и разнообразна. В некоторых местах деревья и виноградники дают в изобилии сочные плоды, тучную почву орошают многочисленные источники. Где почва мягкая, там сеется хлеб, а остальные земли оставляются под пастбища». Основным занятием населения было поливное земледелие. Немаловажную роль в жизни общества играли ремесло и торговля.

## Борьба с ахеменидскими захватчиками
В VI веке до н. э. в Среднюю Азию вторглись войска персидской державы Ахеменидов. 
При царях Кире II и Дарии I Бактрия, Хорезм и Согд вошли в состав Персидского государства, поставляя в казну серебро, драгоценные камни и солдат для персидского войска. Имеются сведения, что длительная и упорная борьба с Бактрией завершилась признанием бактрийцами власти Ахеменидов. 
После завоевания главных оседлых оазисов Средней Азии персы непосредственно столкнулись со второй военно-политической силой — союзом кочевых племен. Во главе этого союза стояла женщина — Томарис, а сами племена по одной из версий, повествующих об этих событиях, именовались массагетами. У массагетов имелась и тяжёлая конница, причём бронзовые панцири надевали и на боевых коней. Армия Кира II переправилась в 530 году до н. э. через большую реку, скорее всего через Амударью, и здесь первоначально персам удалось заманить в ловушку и уничтожить часть войска противника. Однако затем отряды Томириса после жестокой схватки наголову разгромили врага, погиб и сам Кир II. Сохранился даже рассказ о том, что предводительница кочевников велела отрубить мёртвому Киру II голову и погрузить её в мех, наполненный кровью, чтобы насытить ею кровожадного врага.
Преданно отстаивая своё право на свободу, местное население явилось прекрасным примером мужества и героизма. Об этом времени рассказывает в своей исторической работе античный писатель Полиэн. Он рассказал историю о подвиге пастуха по имени Ширак из племени саков. Он взял на себя смелость вывести тайными путями персидский отряд царя Дария I в тыл восставших соплеменников. В течение многих дней отважный пастух вёл отряд по пустыне, заводя их всё дальше и дальше с той целью их уничтожения. После недельного путешествия, умирая от жажды и жары, персы догадались об истинном замысле пастуха. Они угрожали его убить, если он не выведет их обратно, но для Ширака обратного пути не существовало. Враги убили его. Однако это не спасло их от гибели, лишь малая часть персов добралась домой. Так, Ширак отдал в жертву свою собственную жизнь ради своего народа. Эта легенда легла в основу замечательного романа писателя Я. Х. Ильясова «Тропа гнева».

## Эпоха эллинизма иВеликих Кушан
В IV веке до н. э. Ахеменидская империя пала под ударами армии Александра Македонского. В 329 году до н. э. Александр захватил Бактрию и занял столицу Согда — Мараканду (современный Самарканд). Возглавивший местное население Спитамена поднял восстание против македонцев, с которым завоеватели, несмотря на жестокие карательные меры, не могли справиться вплоть до убийства Спитамена кочевниками в 328 году до н. э. Стремясь закрепить свою власть над Согдом, Александр строил новые и восстановил старые города, заселяя их смешанным греко-согдийским населением.
Уже в конце V века до н. э. Хорезм обрел независимость от Ахеменидов, и в IV веке до н. э. царь Хорезма Фарасман вёл в 328 году до н. э. переговоры с Александром Македонским о совместном походе на Колхиду. В последующие столетия Хорезм переживал расцвет: расширялись оросительные системы, были построены новые города Базар-кала и Джанбас-кала, культовые центры, развивались ремесло и искусство. Во II веке до н. э. страна попала под верховную власть кочевого государства Кангюй. 
Согд после смерти в 323 году до н. э. Александра Македонского вошёл в состав государства Селевкидов, основанного одним из его военачальников — Селевком I, женатым на Апаме — дочери Спитамена. В 250 году до н. э. от державы Селевкидов отпало Греко-Бактрийское царство. В эту эпоху в Бактрии расцвела эллинистическая культура. Прогрессировало ремесленное производство, росли города. Совершенствовались полеводство, садоводство и виноградарство. На территории Ферганы было государство Давань, а позже Паркана, где выращивались рис, пшеница, виноград и люцерна, возникло и развилось виноделие.
В последующие десятилетия Согд был завоеван кочевым племенем юэчжей. Согдийцы различали разницу между согдийским, персидским и парфянскими языками и поэтому были составлены согдийско-персидско-парфянские словари.
У образца L5138 (2120—1946 л. н.) железного века Узбекистана (кушанский период) определили Y-хромосомную гаплогруппу R1a1a1b и митохондриальную гаплогруппу D4b2b, у образца L5139 — Y-хромосомную гаплогруппу R1a1a и митохондриальную гаплогруппу K1b2b, у образца L8629 — Y-хромосомную гаплогруппу R1a1a и митохондриальную гаплогруппу D4b2b, у образца L7999 — митохондриальную гаплогруппу V2a, у образца L5140 — митохондриальную гаплогруппу X2, у образца L8002 — митохондриальную гаплогруппу X2i+@225.
Огромная Кушанская держава включила в свой состав южную Среднюю Азию, часть современного Афганистана и Северную Индию. Его царь Канишка принял буддизм. В I—III веках города Средней Азии превратились в центры административной жизни, ремесла и торговли. Через территорию современного Центрального Узбекистана и Фергану протянулся один из основных маршрутов Великого Шелкового пути.
В Хорезме правила собственная династия с центром в городище Топрак-кала, а затем — в Кяте (около современного города Беруни). Население исповедовало местную форму зороастризма, а также буддизм и христианство. Согдийские купцы и буддийские монахи вели активную деятельность в Китае и Индии.

## Древнейшая обсерватория Центральной Азии
На территории Узбекистана археологи исследовали древнехорезмийский памятник Кой-крылган-кала - сооружение, использованное как храм и обсерватория было возведено в IV—III веках до н. э., затем было разрушено сакскими племенами на рубеже II века до н.э. и вновь было обитаемо в III—IV вв. н. э.
Сооружение представляет собой цилиндрическое двухэтажное здание диаметром 44 метра, вокруг которого на расстоянии 14 метров возведены крепостные стены; пространство между центральным сооружением и стенами было застроено жилыми постройками. Предположительно, центральное сооружение использовалось как гробница хорезмийских царей и как зороастрийский храм.
На Кой-Крылган-кале возможны были наблюдения за определёнными светилами на отдельных участках неба. С помощью девяти башен, равномерно расставленных по окружности внешней стены, можно было зашифровать пять астрономически значимых азимутов.

## Великий шелковый путь и развитие торговли
«Великий шёлковый путь», обеспечил регулярные и непосредственные связи Китая с государствами Передней и Средней Азии и послужил началом культурного и торгового обмена. Из Средней Азии в Китай проникли такие культуры, как виноград, люцерна, фасоль, гранатовое дерево, шафран, ореховое дерево. Шёлк, железо, никель, драгоценные металлы и ремесленные изделия в большом количестве вывозились из Китая и проникали далеко на запад, достигая Рима. Железные изделия китайских ремесленников отличались высоким качеством. Китайское железо, по свидетельству Плиния Старшего, в то время считалось лучшим в мире. Китайские шелка славились далеко за пределами Ханьской империи и были одним из основных предметов китайского экспорта. Они вывозились в таких больших количествах, что возникший в конце II века до н. э. северный торговый путь, связывавший Китай с далёкими странами Запада, получил, как уже отмечалось, название «Великого шёлкового пути». На Западе, в том числе и в Риме, китайцев называли серами (людьми, производящими шёлк) — от греческой транскрипции китайского слова сы — шёлк. В Китай привозили с Запада рабов, а также стекло, драгоценные и полудрагоценные камни, пряности и косметику, и естественно исключительную важность имела для Китая возможность приобретения в Фергане боевых коней, которые наиболее соответствовали новому типу китайской конницы. Караваны, отправлявшиеся в Фергану за лошадьми, были столь многочисленны, что, по образному выражению Сыма Цяня, «один не выпускал из вида другого».

## Древнейшие шахматные фигурки в мире
Самые древние шахматы, дошедшие до наших дней, датируются II веком. Они обнаружены на территории древней Бактрии (Сурхандарьинский район, Узбекистан) при раскопках столицы Кушанского царства Дальверзинтепа. Это миниатюрные скульптурки слона и быка-зебу, вырезанные из слоновой кости.

## Крушение Кушанского царства и приходэфталитов
В IV веке Кушанское государство было уничтожено кочевниками хионитами, кидаритами, а в V веке образовалось государство эфталитов («белыми гуннами»).
С III века нашей эры в Хорезме отмечены представители народа гуннов. Некоторые исследователи относят гуннский язык к тюркским.
Тюркский компонент был в составе племен кидаритов в V веке. На печати кидаритов V века из Самарканда есть бактрийская надпись, содержащая титул тюркского правителя: „Оглар хун“.
Хиониты, жившие в III-IV веках были древним кочевым народом, конгломератом иранских и гунно-тюркских племен.
Согдийские купцы основывали торгово-земледельческие колонии на торговых путях вплоть до Китая и Монголии на востоке. В Хорезме к власти пришла новая афригидская династия, связанная со степными племенами; сократилась ирригационная сеть и утвердилась система замков-поместий.
В VI веке государство эфталитов было разгромлено тюрками, создавшими Тюркский каганат. Тюрки захватили Чач (район современного Ташкента); тюркская династия обосновалась и в Северной Фергане. Согдийские княжества (Самарканд, Бухара и др.) пользовались внутренней самостоятельностью. В регионе развивались хлопководство, шелководство и торговля шёлком и хлопком; добывались золото, медь, железо, свинец, серебро и другие металлы, из которых местные ремесленники делали монеты, вооружение и предметы быта.

## Эпоха Тюркского, Западнотюркского и Тюргешского каганатов
В 545 году на Алтае образовалось новое государство тюрок во главе с династией Ашина и каганом Бумыном. После смерти Бумына в 552 году на престол вступил его сын, принявший титул Кара Иссык каган, который нанёс полное поражение жужаням. В 553 году начался поход тюрков на запад, возглавленный младшим братом Бумына Истеми-каганом. В 555 году войска Истеми достигли Аральского моря. В 565 году в битве у Нахшаба тюрки одержали победу, и Согд был присоединён к каганату. Основные силы эфталитов были разбиты тюрками в 567 году под Бухарой. После завоевания Средней Азии, каганат стал контролировать значительную часть Великого Шёлкового пути. В начале VII века (603 год) Тюркский каганат в результате междоусобных войн и войн со своими соседями распался на Западный и Восточный каганаты. В западный каганат вошли Казахстан, Средняя Азия, Северный Кавказ, Крым, Урал и Поволжье. Этнополитическим ядром каганата стали «десять племён» (он ок будун).
В состав Западного каганата (603—658) вошла территория Средней Азии, степи современного Казахстана и Восточный Туркестан. Восточный каганат включил в свой состав современные территории Монголии, северного Китая и южную Сибирь. Вершины своего могущества каганат достиг во время правления Шегуй-кагана (в 610—618 годах) и его младшего брата Тун ябгу кагана (в 618—630 годах). Новые походы в Тохаристан и Афганистан раздвинули границы государства до северо-западной Индии. Тун ябгу каган провёл административную реформу и назначил своих представителей — тудунов в области для наблюдения и контроля за сбором дани. Предполагают, что он выпускал свои монеты с согдийской надписью — Тун ябгу каган.
При каганах Шегуе (610—618 годах) и Тун-ябгу (618—630 годах) восстановил границы на Алтае, в бассейне реки Тарим и по Амударье. Ставками западных тюркских каганов стали Суяб и Минг-Булаг. В 658 году Западный каганат пал под ударами танского Китая.
В 698 году вождь племенного союза тюргешей — Учэлик основал новое тюркское государство — Тюргешский каганат (698−766) - которое простиралось от Шаша (Ташкента) до Турфана и Бешбалыка. Семиречье, бассейны рек Или, Чу и Талас.
Древнетю́ркское письмо́ (орхо́но-енисе́йская пи́сьменность) — письменность, применявшаяся в Центральной Азии для записей на тюркских языках в VII—X веках н. э. Древнетюркская письменность использовалась литературным языком (наддиалектный койне) того времени, который также называется языком орхоно-енисейских надписей.
Памятники, написанные древнетюркским письмом в основном эпиграфические, небольшое число рукописей, сохранились в Восточном Туркестане), были созданы в тех областях Центральной и Средней Азии и Сибири, Монголии, в которых в Раннем Средневековье располагались государственные образования восточных и западных тюрков, тюргешей, карлуков, древних уйгуров и др.
Первым тюркским поэтом, писателем и историком был Йоллыг тегин (конец VII-начало VIII в.), который был автором памятных надписей в честь тюркских каганов Кюль-тегина, Бильге-кагана, Кутлуг Ильтерес-кагана. В надписях отразились культурный уровень тюрок, их литература, исторические знания.
В VII-VIII вв. источники фиксируют названия ряда тюркоязычных племен на территории Узбекистана: тюрки, кумиджии, карлуки, халаджи, аргу, тюргеши, чолы. Одним из древних тюркоязычных племен были карлуки, которые уже в VI в. жили в среднеазиатских оазисах 
Тюркские имена и титулы встречаются в бактрийских документах VII-VIIIвв.:  каган, тапаглиг элтабир, тархан, тудун, имена Кутлуг Тапаглиг Бильга савук, Кера-тонги, Тонгаспар, тюркские этнические названия: халач, тюрк 
Тюркскими правителями Бухарского оазиса в середине VIII в. была выпущена группа тюрко-согдийских монет, с надписью «владыки хакана деньга» Известными правителями согдийского Пенджикента в VII—VIII вв. были тюрок Чекин Чур Бильге и Диваштич. Самая многочисленная группа фигур на западной стене афрасиабской живописи VII века в Самарканде представляет собой изображение тюрок. Тюрки оазисов Центральной Азии выпускали свои монеты: тюрко-согдийские монеты тюрков-халачей, тюргешей, тухусов
Тюркские правители Ташкентского оазиса — Чача в VII — начале VIII в. чеканили свои монеты. Л. С. Баратова выделяет следующие типы монет тюрков: с надписью «господина хакана деньга», «тудун Сатачар», с надписью в правитель Турк (VII в)
Тюркские правители Ферганы выпускали монет следующих типов: с надписью «тутук Алпу хакан» или «Тутмыш Алпу-хакан»; с надписью «хакан». О. И. Смирнова считала, что тюркскими правителями Бухарского оазиса в середине VIII в. была выпущена группа тюрко-согдийских монет с надписью «владыки хакана деньга».
Среди согдийских документов начала VIII века на территории Согда был обнаружен документ на тюркском языке, написанный руническим алфавитом. На территории Ферганской долины обнаружено более 20 рунических надписей на древнетюркском языке, что говорит о наличии у местного тюркского населения в VII—VIII веках своей письменной традиции.
После распада Тюркского каганата в 603 году территории современного Узбекистана вошли в состав Западно-тю́ркского кагана́та, расположенного от Чёрного моря и Дона до восточных отрогов Тянь-Шаня и северо-восточной Индии. Ядром государства был район Семиречья, населённый племенами дулу, и Западный Тянь-Шань с племенами нушиби. Управлялся каганами из династии Ашина. В 658 году каганат был захвачен китайской империей Тан. Китайская империя разделила каганат на 2 части.С этого момента единый каганат перестал существовать. В 698 году власть на территории каганата захватили тюргеши.
Тюрге́шский каганат (698-766) был тюркским государством, которое простиралось от Шаша (Ташкента) до Турфана и Бешбалыка. Семиречье, бассейны рек Или, Чу и Талас. Столица каганата — город Суяб, малая ставка — Кунгут
В раннем средневековье согдийцы различали отличия между согдийским, персидским и парфянскими языками и поэтому были составлены согдийско-персидско-парфянские словари.
Тесные тюрко-согдийские связи способствовали заимствованиям из тюркского языка в согдийский и наоборот. В согдийских текстах мугских документов встречаются заимствования из тюркского языка: yttuku — «посылать», «посольство»; bediz — «резьба, орнамент» и другое. По мнению известного востоковеда М. Андреева, некоторые слова из согдийского языка оказались в составе лексики среднеазиатского тюркского, а затем узбекского языка, как, например, куп — много (узб. ko'p), катта — большой (узб. katta), кальта — короткий или молодой (узб. kalta). Современные узбеки являются потомками древних хорезмийцев, согдийцев, бактрийцев, саков и тюркского населения

## Походы арабов и вхождение Средней Азии в состав Арабского халифата
Первоначальным ядром халифата стала созданная пророком Мухаммедом в начале VII века в Хиджазе (Западная Аравия) мусульманская община. В результате мусульманских завоеваний было создано огромное государство, включавшее Аравийский полуостров, Ирак, Иран, большую часть Закавказья (в частности Армянское нагорье, Прикаспийские территории, Колхидскую низменность, а также районы Тбилиси), Среднюю Азию, Сирию, Палестину, Египет, Северную Африку, большую часть Пиренейского полуострова, Синд.
С 670-х годов арабы начали вторгаться в среднеазиатские земли между Сырдарьёй и Амударьёй, которые они называли Мавераннахр. С 705 года арабы начали войну с тюргешами, которые поддерживали согдийские государства. Тюргешский каган Ушлик (Уч-элиг) (698-708) заключил союз с Согдом и дважды разбил арабов под Пайкендом и Бухарой. Только разногласия между тюргешами и согдийцами позволили арабам отступить и избежать полного разгрома. Сын Ушлика Согэ каган изгнал арабов из Средней Азии и стал фактически гегемоном в этом регионе. Однако успех этот оказался недолог.
В 709—712 гг. арабский полководец Кутейба ибн Муслим завоевал основные центры региона — Бухару, Хорезм и Самарканд. Восстания местного населения были подавлены (в 720—722 в Согде, в 720-х и 734—737 вновь в Согде и Хорасане, в 776-783гг. восстание Муканны, в 806-810гг — восстание Рафии ибн Лейса в Согде), и территория современного Узбекистана оказалась в составе Арабского халифата. Арабы принесли с собой ислам и обратили в него жителей Согда и Хорезма. 
После арабского завоевания культура и экономика региона претерпела изменения. Регион стал частью исламской цивилизации, для начального этапа которой было характерно развитие науки, юриспруденции, литературы, архитектуры, искусства. В Средней Азии началось строительство мечетей. Зороастризм и буддизм уничтожались, но сохранялись христианство и иудаизм.  Арабский язык стал государственным, власти способствовали развитию торговли и укреплению связей региона с другими странами Ближнего и Среднего Востока. Росли города Самарканд, Бинкент (Ташкент), Термез, Бухара. Первым центром развития бумажного производства был город Самарканд. Это производство начало развиваться в середине VIII века, после того как в 751 году в решающем сражении арабы победили китайцев и от пленных мастеров переняли опыт производства бумаги и вскоре его усовершенствовали. Создание крупнейших научных центров в Багдаде и Дамаске позволило создать условия для научной работы ученым-мусульманам из Бухары, Хорезма, Фараба, Несефа, Термеза и других городов. На арабский язык были переведены сотни книг мировой научной мысли древней Греции, Рима, Египта и Индии. На этой основе сформировалась новая научная мусульманская элита Центральной Азии, представленная Мухаммедом ал-Хорезми, Ахмедом ал-Фергани, Мухаммедом Исмаилом аль-Бухари, Абу Иса Термези и другими. В этот период начинается эпоха мусульманского Ренессанса.
Абу́-ль-Абба́с А́хмад ибн Муха́ммад аль-Ферга́ни (798—861) астроном, математик и географ, в Европе был известен под латинизированным именем Alfraganus (Альфраганус). В Багдаде были выстроены две обсерватории, оснащённые лучшим по тем временам инструментарием. Группа астрономов: включая Ахмад аль Фергани, под руководством главы «Дома мудрости», математика и астронома Аль-Хорезми, за долгие годы сделала большое количество открытий, среди которых: расчёт величины земного меридиана, вычисление окружности Земли, составление зижды (таблицы звездного неба), содержащие координаты тысяч небесных тел. Аль-Фергани работал над конструированием астролябии — прибора для определения местоположения небесных тел и расстояний между ними. В 861 году восстановил нилометр на острове Рауда близ Каира. Данный прибор, служащий для расчета многоводности Нила и прогнозирования паводков, использовался при проектировании Асуанской плотины и не потерял актуальности до наших дней, являясь одной из достопримечательностей столицы Египта.

## Государство Саманидов
За помощь, оказанную при подавлении антиарабского восстания Рафи ибн Лейса (806—810), сыновья и внуки местного представителя знати Самана получили в 819 году в управление все наиболее важные области Мавераннахра. Нух стал правителем Самарканда, Ахмад — правителем Ферганы, Яхья — правителем Шаша, Ильяс — правителем Герата.
В VIII-X вв., значительная часть населения Ферганской долины, прежде всего сельского, была в языковом отношении тюркизирована.  В 35 случаях из 38 в надписях монет Ферганы и ферганских городов X в. упоминаются сановники тюркского происхождения.
В 875 году Наср ибн Ахмад назначен халифом аль-Мутамидом наместником Мавераннахра. Его резиденцией был город Самарканд. Впоследствии эта область стала ядром Саманидского государства. При Саманидах северные окраины Маверанахра и Фергана были исламизированы. В 888 году Исмаил ибн Aхмад разгромил своего брата Насра, но сохранил ему власть, а после его смерти в 892 году стал верховным правителем Саманидов. Столица была перенесена в Бухару.
По мнению британского историка Тридвелла, тюрки были хорошо представлены в Мавераннахре, где они сформировали оседлые и полуоседлые общины задолго до прихода Саманидов. По мнению профессора Индианского университета (США) Ю. Брегеля, с IX века начинается новый период тюркизации населения оазисов Средней Азии Саманидский генерал Симджур ад-Давати был тюркского происхождения. Его потомки известны как династия Симджуридов. При Саманидах тюркские наместники управляли рядом областей, особенно в Фергане. На саманидских фельсах Ферганы и ферганских городов отмечены имена таких известных сановников-тюрок, как Бакр б. Малик, Мансур б. Байкара, хаджиб Таш, хаджиб Аяч. Тюрок Алп-тегин был зачислен в гвардию Саманидов и постепенно поднялся до чина «хаджиба хаджибов», верховного начальника гвардии (943—954). На этом посту он в царствование малолетнего Абд аль-Малика I (954—961) действовал как фактический правитель. Тюрок Мансур б. Байкара при эмире Абд аль-Малике I занимал высокий пост, при Мансуре I он был первым хаджибом, то есть одним из первых сановников в государстве. Визирь Абу Али Мухаммад аль-Балами был назначен под его влиянием и не смел ничего предпринять «без его ведома и его совета». В январе—феврале 961 года эмир назначил его на высшую военную должность в государстве — наместника Хорасана. Другим саманидским тюркским полководцем, наместником в Хорасане, Самарканде с 976 по 999 годы был Бегтузун. Саманидским тюркским полководцем был Фаик ал-Хасса. В 982 году он был назначен наместником в Балхе. Известны имена и других тюркских наместников Саманидов, как например Байтуз.
Государство Саманидов пало в 999 году под ударами войск тюркской династии Караханидов.

## Государство Караханидов 840—1212
В 840 году, выходец из знатного тюркского рода Эдгиш, который составлял часть племени чигилей, карлукский ябгу и правитель Исфиджаба Бильге-Кюль, открыто заявил о своих правах на верховную власть и принял титул «хан». Возможно, с этого момента берёт своё начало род Караханидов. Сам термин «караханиды» не имеет однозначного толкования, большинство исследователей склоняется к тому, что он произошёл от титула «карахакан», то есть «главный», «верховный» каган.
Тюркские военачальники Бегтузун и Фаик, низложили Мансура и в начале 999 года возвели на престол его брата Абд ал-Малика. Свержение вельможами государя лишний раз продемонстрировало полный упадок власти Саманидов. Этим не замедлил воспользоваться Наср б. Али и в октябре 999 года без сопротивления занял Бухару. В начале 1005 года саманид ал-Мунтасир погиб в Хорасане, а в Мавераннахре же окончательно утвердились Караханиды. В 1004/1005 году Исфиджаб окончательно вошёл в состав Караханидского каганата.
Что же касается областей к югу от Амударьи, то ещё в 999 году, когда Наср занял Бухару, тюрк Махмуд Газневи провозгласил себя независимым повелителем Хорасана. Заинтересованный в спокойствии своих северных границ, Махмуд в 1001 году отправил посольство к Насру ибн Али и заключил скрепленный браком с его дочерью договор о границе между двумя тюркскими государствами по Амударье.
К X веку в государстве Караханидов функционировал литературный язык, продолживший традиции древнетюркских письменных текстов. Официальный караханидский язык X в. основывался на грамматической системе древних карлукских диалектов. Исламизация Караханидов и их тюркских подданных сыграло большую роль в культурном развитии тюркской культуры. В конце Х - начале XI в. впервые в истории тюркских народов на тюркский язык был переведен Тафсир - комментарии к Корану.
Завоевание Караханидами Мавераннахра связано с именем караханидского владетеля, брата верховного правителя государства Тоган-хана Ахмад ибн Али -  Насра ибн Али. В 994—995 годах он отвоевал у Саманидов Фергану и Худжанд. В 995 году захватил Илак. В качестве непосредственного владетеля области был оставлен, Мансур б. Ахмад, илакский дихкан, сидевший здесь ещё при Харун Бугра-хане.
В караханид Ибрагим Буритакин 1038 году захватил столицу Мавераннахра город Самарканд и провозгласил себя ханом. В 1040 году оформились два отдельных караханидских государственных образования — Восточный каганат со столицей в Баласагуне (позднее в Кашгаре) и Западный каганат с центром в Самарканде. Даже заняв Баласагун, Тамгач-хан оставил столицей Западного каганата Самарканд: почти все его самаркандские монеты, за исключением нескольких самых ранних, биты только от его имени. В 1060 году Ибрагим подчинил Ферганскую долину, взяв город Шаш (современный Ташкент). Централизаторская политика Ибрагима выразилась в числе прочего в унификации денежной системы на территории всего государства, в том числе и в завоёванных областях. Благодаря политике централизации, борьбе с политической раздробленностью и поддержанию стабильной мирной обстановки, воцарившейся в Мавераннахре, в повествованиях средневековых авторов Ибрагим предстаёт идеалом справедливого государя. С 1040 года и до падения династии в 1212 году самаркандские ханы происходили из потомства Ибрагим Табгач-хана. Таким образом, Табгач-хан Ибрахим навсегда покончил с множественностью ханов, став единственным каганом. Он уничтожил многоступенчатую политическую иерархию с многочисленными князьями. Ибрагим изменил порядок престолонаследия, сделав его прямым, от отца к сыну, то есть заменил кочевнический порядок оседлым. Он навсегда установил столицу государства в Самарканде.
Ибрагим тамгач-хан построил в Самарканде медресе и бесплатную больницу. Представителями тюркской династии Караханидов был основан мемориальный архитектурный ансамбль Шахи Зинда в Самарканде. В дальнейшем формировался на протяжении IX веков и включает более двадцати сооружений XI—XIV и XIX веков. До XVI века назывался Мазар шаха, имея ввиду двоюродного брата пророка Мухаммеда Кусам ибн Аббаса, погибшего в Самарканде в VII в. С XVI века стал называться Шох-и Зинда — «живой царь». Старейшие сооружения ансамбля, от которых сохранились только основания и надгробия, датируются эпохой тюркской династии Караханидов (XI—XII вв.).
Караханид Мухаммед Арслан-хан (1102-1130), правивший в Бухаре, был известен своей градостроительной деятельностью: его правлением датируется постройка Большого бухарского минарета и попытки восстановить Пайкенд. Арслан-хан выстроил в Искиджкете рабат, а в Шарге — соборную мечеть. По его приказу соорудили городскую стену Бухары в два ряда. Мухаммед Арслан-хан велел построить новую соборную мечеть Бухары, которое было выстроено с большим великолепием и окончено в 1121 году. Позже он приказал построить дворец в бухарском арке, а через несколько лет он выстроил новый дворец в квартале Дерваздже (в северо-западной части города), в улице Бу-Лейса, где были построены две бани. Впоследствии Арслан-хан обратил этот дворец в медресе, а для себя выстроил новый дворец около ворот Саъдабад (Бену Саъд), т. е. около юго-западной стороны Бухары.
В период правления Караханидов в Мавераннахре жили и творили такие известные впоследствии учёные и поэты как Махмуд ал-Кашгари, Юсуф Баласагуни и другие.
Основным тюркоязычным этносом Хорезма начиная с VI века были тюрки. Персидские авторы географы X века упоминают хорезмийский город Баратегин . Судя по названию, город был населён или основан тюрками.. Истахри называет его в числе 13 городов Хорезма, а ал-Макдиси включает его в число 32 городов Хорезма.. Выдающийся ученый и этнограф Бируни (973—1048) в своих произведениях приводит названия тюркских месяцев и тюркских лечебных трав, которые использовало тюркское население Хорезма. Бируни в своем произведении «Памятники минувших поколений», написанном в Хорезме около 1000 года, приводит тюркские названия годов по животному циклу, которые использовало тюркское население Хорезма, вошедшие в лексику современного узбекского языка: сичкан, од, барс, тушкан, луй, илан, юнт, куй, пичин, тагигу, тунгуз. В этом же сочинении он приводит названия месяцев по-тюркски: улуг-ой, кичик-ой, биринчи-ой, иккинчи-ой, учинчи-ой, туртинчи-ой, бешинчи-ой, олтинчи-ой, йетинчи-ой, саккизинчи-ой, токкузинчи-ой, унинчи-ой. Немецкий востоковед Захау, Карл Эдуард отмечает, что эти списки представляют особый интерес, поскольку в них представлены древние образцы тюркского языка. В сочинении Бируни «Индия» фиксируется тюркское название Ташкентского оазиса. Бируни писал, что название города Шаш происходит от тюркского языка, в котором он называется Таш-канд, т.е. каменный город.
Наиболее раннее упоминание слова узбек в качестве личного имени относится к эпохе Караханидов (XII век). Слово узбек возникло в Средней Азии среди местных племен ещё до прихода монголов..

## Газневиды, тюрки-сельджуки икаракитаи
В начале XI в. часть Средней Азии оказалась под контролем правителя из тюркской мусульманской династии Махмуда Газневи (998—1030). В 1017 он подчинил себе Хорезм. Несмотря на политические потрясения территория нынешнего Узбекистана процветала. В городах сооружались великолепные памятники архитектуры, процветали ремесла. Около середины X века лидер огузских племен Сельджук из пределов Сырдарьи ушёл в пределы Мавераннахра, а оттуда — в низовья Сырдарьи.  В 30-х гг. XI в. сельджуки получили на вассальных условиях от Газневидов земли в Хорасане, но вскоре восстали против них и в 1040 г. одержали над ними победу при Данданакане на территории современного Туркменистана. Между 1040 и 1050 гг. сельджуки во главе с Тогрул-беком (1038—1063), захватили земли Хорезма, почти весь Иран и Курдистан.. Своего наибольшего политического могущества государство сельджуков достигло при султане Мелик-шахе (1072—1092). При нём западное Караханидское государство стало их вассалом.
В XII в. огромная империя Сельджукидов ослабела. В 1141 году в Среднюю Азию вторглись войска киданьского полководца Елюй Даши, вытесненного из Северного Китая и Монголии чжурчжэнями. В битве при Катванской степи они разгромили Сельджукидов во главе с Султаном Санджаром. Кидани образовали государство, известное под названием державы каракитаев. Караханиды платили дань каракитаям.

## Государство Хорезмшахов-ануштегинидов (1097—1221)
Шаткостью положения сельджуков и каракитаев воспользовались утвердившиеся в конце XI века в Хорезме новые правители — хорезмшахи из династии Ануштегинидов. В 1194 году шах Ала ад-Дин Текеш (1172—1200) освободил Хорезм из-под власти сельджуков. Хорезм стал одним из самых могущественных государств в Центральной Азии. Его владения простиралась от Аральского моря и низовьев Сырдарьи до Загроса, включая Дженд, Мангышлак, собственно Хорезм, Хорасан и Персидский Ирак. За время своего правления он сумел увеличить территории Хорезма вдвое, хотя государство не было прочным, оставалось вассалом кара-китаев и платило им дань. Кроме всего прочего, сохранились также сведения о библиотеке, основанной Текешем. После смерти хорезмшаха Текеша на престол вступил его младший сын Ала ад-Дин Мухаммед, ещё больше расширивший владения Хорезма.
Его преемник Мухаммед (1200—1220) отнял у каракитаев Самарканд и Бухару, завладел территорией Афганистана, Ирана и вторгся в Закавказье. Хорезмшах объявил себя «вторым» Александром Македонским и замышлял поход на Багдад.
Население государства Хорезмшахов было пестрым и полиэтничным. В нём жили персы, арабы, тюрки, халаджи, канглы, евреи, туркмены и др..
Хорезмийский историк, правовед, один из предков которого носил тюркское имя Арслан -  Махмуд б. Мухаммад аль-Аббас б. Арслан аль-Хорезми (1099-1173) написал в XII веке восьмитомную  книгу «Тарихи Хоразм» (История Хорезма), которая сохранилась до нас в отрывках.
Сирадж ад-Дин Юсуф ибн Аби Бакр Мухаммад ас-Саккаки ал-Хорезми происходил из Хорезма и по происхождению был тюрком (1160–1228). Он был автором труда «Мифтах ал-улум» [«Ключ к наукам»], которое было посвящено арабской стилистике, поэтике, просодии и стихосложению. Первым комментатором «ал-Мифтах» был Мулла Хисам ад-Дин ал-Му’аззини. Он завершил свое произведение в Хорезме в 1244 году.

## Монгольское нашествие и Чагатайский улус
В 1219—1221 гг. государство Хорезмшахов в состав которого входила вся Средняя Азия была захвачена войском жестокого монгольского правителя Чингисхана. Государство хорезмшахов было уничтожено, население большинства городов было вырезано, или угнано в рабство. Многие цветущие оазисы подверглись полному разорению и запустению. Катастрофа сопровождалась полным упадком хозяйства и культуры. Перед смертью в 1227 году Чингисхан разделил свои огромные владения между наследниками. Хорезм был включен в состав улуса Джучи (позднее — Золотой орды). Лишь в середине XIV в. хорезмийские земли оправились от сокрушительного разгрома, а в Ургенче вновь появились величественные сооружения. Остальная часть территории современного Узбекистана вошла в улус Чагатая. Монгольские властители, беспрерывно воевавшие между собой, назначали наместниками Мавераннахра мусульманских купцов и заставляли население платить тяжёлые налоги. Восстания (например, под руководством Махмуда Тараби в Бухаре в 1238) жестоко подавлялись. В ходе войн в 1272 году была разрушена и на время почти совсем обезлюдела Бухара. Некоторые монгольские правители стремились найти опору среди местного населения, а Кебек-хан (1318—1326) провел административную и финансовую реформы. Но это вызвало сопротивление кочевой аристократии, и преемник Кебека Тармаширин (1326—1334) погиб. Мавераннахр по существу распался на мелкие, соперничавшие друг с другом владения.
Исламизация и тюркизация нашла отражение в создании литературных, научных и религиозных произведений и переводе арабских и персидских произведений на тюркский язык. В Стамбуле библиотеке Сулеймание, хранится Коран с подстрочным переводом на тюркский язык, сделанном в Хорезме и датируется (январь – февраль 1363 г.).
Известным хорезмийским тюркским поэтом, писателем конца XIII — начала XIV вв. был Рабгузи (настоящее имя Наср ад-дин, сын Бурхан ад-дина). Основное произведение Рабгузи «Рассказы Рабгуза о пророках» («Киссаи Рабгузи», 1309—10) состоит из 72 рассказов по религиозной тематике, в основном из Библии и Корана.
Уже в начале XIV века в Хорезме существовала литература на тюркском языке. Например, сочинение под названием «Муйин ул-Мюрид» на хорезмийском тюркском языке – предшественнике чагатайского тюркского, было написано в Хорезме в 1313-1314 гг.
Известным тюркским хорезмийским поэтом был Хорезми Равани, который в 1353 году написал поэму на тюркском языке "Мухаббат-наме". Сохранилось два списка поэмы: ранний, выполненный уйгурским письмом в 1432 году, и второй, переписанный в 1508—09 арабским письмом. Уйгурский список состоит из 10 писем-стихотворений на тюркском языке. Обе рукописи хранятся в Британском музее.

## Правление Тимура (1370—1405)
Объединителем среднеазиатских территорий выступил воинственный завоеватель Амир Тимур (1336-1405). В 1370 году он завладел Самаркандом, который превратил в столицу огромной империи, простиравшейся вплоть до Малой Азии. По приказу правителя, в столицу переселялись лучшие мастера, были сооружены многочисленные мечети и мавзолеи, которые до сих пор считаются шедевром мировой архитектуры.
Тимур заботился преимущественно о процветании своего родного Мавераннахра и о возвышении блеска своей столицы — Самарканда. Тимур пригонял из всех завоёванных земель мастеров, архитекторов, ювелиров, строителей, зодчих для того, чтобы обустроить города его империи: столицу Самарканд, родину отца — Кеш (Шахрисабз), Бухару.
В 1371 году он начал восстановление разрушенной крепости Самарканда, оборонительных стен Шахристана с шестью воротами Шейхзаде, Аханин, Феруза, Сузангаран, Каризгах и Чорсу, а в арке были построены два четырёхэтажных здания дворец Куксарай, в котором расположились государственная казна, мастерские и тюрьма, а также Бустон-сарай, в котором расположилась резиденция эмира.
Тимур очень большое внимание уделял развитию исламской культуры и благоустройству священных для мусульманина мест. В мавзолеях Шахи Зинда он возвёл гробницы над могилами своих родственников, по указанию одной из жён, которую звали Туман ака там были возведены мечеть, обитель дервишей, усыпальница и Чартаг. Также возвёл Рухабад (усыпальница Бурханиддина Согарджи), Кутби чахардахум (гробница Шейх ходжа Нуриддина Басира) и Гур-Эмир (фамильная усыпальница рода тимуридов). Также в Самарканде он возвёл много бань, мечетей, медресе, обителей дервишей, караван-сараев.
В течение 1378—1404 годов в Самарканде и близлежащих землях было взращено 14 садов Баг-и бихишт, Баг-и дилкуша, Баг-и шамал, Баг-и булди, Баг-и нав, Баг-и джаханнума, Баг-и тахти карача и Баг-и давлатабад, Баг-зогча (сад грачей) др. Каждый из этих садов имел у себя дворец и фонтаны. В своих трудах о Самарканде упоминает историк Хафизи Абру, в которых он пишет, что «возведённый раньше из глины Самарканд перестроил, возведя здания из камня». Парковые комплексы Тимура были открыты для простых горожан, которые проводили там дни отдыха. Ни один из этих дворцов до наших дней не сохранился.
В 1399—1404 годах в Самарканде построены соборная мечеть и напротив неё медресе. Мечеть позже получила название Биби Ханым (госпожа бабушка — по-тюркски).
Был обустроен Шахрисабз, в котором были возведены разрушенные городские стены, оборонительные сооружения, гробницы святых, величественные дворцы, мечети, медресе, усыпальницы. Тимур также уделял время и постройке базаров и бань. С 1380 по 1404 годы был построен дворец Аксарай. В 1380 году была возведена фамильная усыпальница Дар ус-саадат.  В 1388 году восстановлен город Шахрухия, который был разрушен во времена нашествия Чингисхана.
Тимур, объединивший Мавераннхар и Хорасан в одно государство, уделял развитию тюркского литературного языка особое внимание. При походе против Тохтамыша в 1391 году Тимур приказал выбить у горы Алтын шокы надпись на чагатайском языке уйгурскими буквами — восемь строчек и три строчки на арабском языке, содержащих коранический текст. В оригинале, в частности было написано: …Туроннинг султони Темурбек уч юз минг черик бирла ислом учун Туктамиш хон булгар хонига юриди… Юридические документы государства Тимура, были составлены на двух языках: персидском и тюркском. Так, например, документ от 1378 года, дающий привилегии потомкам Абу Муслима, жившим в Хорезме, был составлен на чагатайском тюркском языке.
Этноним «узбек» был привнесён в регион при Тимуре, а стал более массово использоваться после завоевания и частичной ассимиляции в её среде дештикипчакских кочевников, перекочевавших в Мавераннахр на границе XV—XVI веков во главе с Шейбани-ханом. Поэт Алишер Навои в своих произведениях, написанных в XV веке упоминал об этнониме «узбек» как название одной из этнических групп Мавераннахра.

## Эпоха Тимуридов (1405—1500)
Государство, созданное Тамерланом, оказалось неустойчивым и после его смерти в 1405 стало рассыпаться. В 1405 году к власти в Мавераннахре пришёл его внук, сын Миран-шаха — Халиль-Султан. Младшему сыну Тимура Шахруху (1409—1447) удалось сохранить Хорасан, Афганистан и Мавераннахр. Он перенес столицу в Герат, а правителем в Самарканде назначил своего сына Улугбека, видного ученого, вызывавшего недовольство в кругах консервативного духовенства.
В 1417—1420 годах Улугбек построил в Самарканде медресе, которое стало первым строением в архитектурном ансамбле Регистан. В это медресе Улугбек пригласил большое количество астрономов и математиков исламского мира. Другие два медресе были построены в Гиждуване и Бухаре. На портале последнего сохранилась надпись (хадис пророка Мухаммада): «Стремление к знанию есть обязанность каждого мусульманина и мусульманки». Вообще, все многочисленные надписи на медресе призывают людей к занятиям науками.
При Улугбеке Самарканд стал одним из мировых центров науки средневековья. Здесь, в Самарканде первой половины XV века, вокруг Улугбека возникла целая научная школа, объединившая видных астрономов и математиков — Гиясиддина Джамшида Каши, Казизаде Руми, ал-Кушчи. В Самарканде в то время жили историк Хафизи Абру, написавший замечательный труд по истории Средней Азии, знаменитый медик Мавлоно Нафис, поэты Сиражиддин Самарканди, Саккаки, Лутфи, Бадахши др.
В 1428 году Улугбек провел важную денежную реформу в стране, оказавшую благоприятное воздействие на экономику государства.
После смерти Шахруха в 1447 году в стране начались междоусобицы. В 1447 после смерти отца Улугбек стал главой правящей династии, но в 1449 был убит своим сыном Абд ал Латифом (1449—1450). Следующие правители Абу Саид (1451—1469) и Султан Ахмед мирза (1469—1494) пользовались покровительством духовенства во главе с главой ордена накшбанди шейхом Ходжа Ахраром. В Хорасане (Герате) правил Султан Хусейн Байкара (1469—1506), который покровительствовал культуре. При его дворе визирем был выдающийся поэт Алишер Навои.
Тимуриды использовали тюркский и персидские языки. В 1398 году сын Тимура Мираншах приказал составить официальный документ на тюркском языке уйгурским шрифтом Внук Тимура Искандар Султан-мирза (1384—1415) имел двор включавший группу поэтов, например, Мир Хайдара, которого Искандар призвал писать стихи на тюркском языке. Благодаря покровительству Искандар Султана была написана тюркская поэма "Гуль и Навруз".
На личной чашке Мирзо Улугбека (1409—1449) была выгравирована надпись на среднеазиатском тюркском языке (Карами Хакка нихоят йукдур), что означает «Щедрость Бога бесконечна».
Усиление статуса и роли тюркского языка в эпоху Тимура и Тимуридов привело к формированию узбекского литературного языка. 
Появились гении тюркской литературы: Лютфи и Алишер Навои.
В Хорезме уже к началу XV века была высоко развита поэзия на тюркском чагатайском языке. Поэт Хайдар Хорезми был автором двух поэтических сочинений на чагатайском тюркском языке «Гул ва навруз» и написанном в 1412-1415 годах «Махзан ал-асрар».
Тюркский писатель, историк, поэт Захираддин Бабур (1483-1530) подчеркивал: "Жители Андиджана — все тюрки; в городе и на базаре нет человека, который бы не знал по-тюркски. Говор народа сходен с литературным; сочинения Мир Алишера Навои, хотя он вырос и воспитывался в Герате, [написаны] на этом языке
Алишер Навои в своих произведениях неоднократно упоминает узбеков. Например, в поэме «Стена Искандара» он пишет:

На шахские короны и пышные одежды

мне надоело смотреть,

Мне достаточно одного моего простого узбека,

у которого на голове тюбетейка, а на плечах халат.

## Обсерватория Мирзо Улугбека
В эпоху тимурида Улугбека мирового уровня развития достигла астрономия. В 1428 году было завершено строительство одной из крупнейших в мире - обсерватории Улугбека, главным инструментом которой был стенной квадрант с радиусом 40 метров и с рабочей частью от 20° до 80°, которому не было равных в мире. Главным научным трудом Улугбека по праву считаются «Зиджи джадиди Гурагани» или «Новые Гурагановы астрономические таблицы». Автор завершил это произведение в 1444 году после тридцати лет кропотливой работы и астрономических наблюдений. Астрономический справочник вскоре был переведен на латинский язык и наряду с «Альмагестом» Клавдия Птолемея и астрономическими таблицами кастильского короля Альфонса X являлся пособием по астрономии во всех обсерваториях Европы.
Точность этих таблиц превосходила все достигнутое ранее на Востоке и в Европе. Лишь в XVII в. Тихо Браге удалось добиться сравнимой с самаркандскими наблюдениями точности, а затем и превзойти её. Неудивительно, что «Зидж Улугбека» постоянно привлекал к себе внимание астрономов, как на Востоке, так и в Европе.

## Бухарское ханствопри Шейбанидах (1500—1599)
Британский историк Джексон утверждает, что Абулхайр-хан был основателем Узбекского ханства в степях Дашт-и Кипчака.
В 1500 году территория современного Узбекистана была покорена его внуком Шейбани-ханом, который вторгшись в Мавераннахр, основал новое узбекское государство со столицей в Самарканде. По мнению авторитетных востоковедов Шейбани-хан — полководец и государственный деятель — в культурном отношении стоял на уровне образованных людей своей эпохи.
Тюркоязычные кочевые племена, пришедшие в Среднюю Азию в XVI в. под предводительством Шейбани хана, застали здесь уже многочисленное тюркское и тюркизированное население, которое сформировалось на протяжении длительного периода. Дештикипчакские узбеки включились в это тюркоязычное население, передав ему свой этноним «узбек» лишь как последнее, наиболее позднее этническое напластование.
Государственные образования, созданными династиями из этих племен назывались "узбекскими ханствами"
Сам предводитель полукочевых узбеков Шейбани-хан писал стихи на среднеазиатском тюркском (чагатайском) языке. Его сборник стихов, написанный на среднеазиатском тюркском литературном языке в настоящее время хранится в фонде рукописей Топкапы в Стамбуле. Рукопись его философско-религиозного произведения: "Бахр ул-худо", написанное на среднеазиатском тюркском литературном языке в 1508 году находится в Лондоне. Шейбани-хан написал прозаическое сочинение под названием «Рисале-йи маариф-и Шейбани» на среднеазиатском тюркском — чагатайском языке в 1507 г. вскоре после захвата им Хорасана и посвящено сыну, Мухаммаду Тимуру (рукопись хранится в Стамбуле). В сочинении говорится о необходимости знания законов ислама, пользе этого знания для правителя.
В 1502 году по приказу Шейбани-хана построен мост-вододелитель из жженного кирпича через реку Зерафшан. Остатки этого моста, в виде одной кирпичной арки сохранились до нашего времени.
При его племяннике Убайдулла-хане в 1533 году столица была перенесена в Бухару. В период правления Убайдуллы-хана (1533—1539 гг.), несмотря на сложную военно-политическую обстановку, большое внимание уделялось развитию науки и культуры. С 1512 г. при дворе Убайдуллы в Бухаре жил известный ученый Фазлаллах ибн Рузбихан Исфахани, который в 1514 г. написал для Убайдуллы книгу «Сулук ал-мулук» («Правила поведения государей»). Ибн Рузбихан утверждает, что Убайдулла с упорством занимался изучением «разного рода наук и знаний, соблюдая религиозные обязанности.
Весь уклад культурной жизни Мавераннахра при Шейбанидах сохранял в известной мере тот же характер, что и при тимуридах. Литература продолжала развиваться на тюркском, персидском и частью на арабском языках. Начиная со времени правления первых Шейбанидских ханов господствовало стремление писать на староузбекском языке, отражавшееся и на исторической литературе.
Староузбекский историк XVI в. Абдаллах ибн Мухаммад ибн Али Насраллахи, известный также как Абдаллах Балхи написал историческое сочинение Зубдат ал-асар («Сливки летописей») на тюркском чагатайском языке. Полное название сочинения — «Тарих-и зубдат ал-асар» («История, названная сливки летописей»); другое название — «Тамм ат-таварих» («Полное собрание хроник»).
Дядя Шейбани-хана - сын узбекского хана Абулхайр-хана и дочери Мирзо Улугбека Кучкунджи-хан почитал своих предков как по линии Шибанидов, так и Тимуридов. В 1519 году по его личному поручению Мухаммед-Али ибн Дервиш-Али Бухари перевел с персидского языка на староузбекский «Зафар-намэ» Шараф ад-Дин Йазди , В а позже «Джами ат-таварих» Рашид ад-Дина. Сам Кучкунджи-хан любил поэзию и писал стихи на тюркском языке.
Хотя узбекская династия Шейбанидов не принадлежала к предшествующей династии Тимуридов, личность Тимура воспринималась им как великий государь в истории Турана и некоторые из них старались ему подражать. Например, летописец шибанида Абдулла-хана II Хафиз Таныш Бухари писал: «Повелитель ['Абдаллах-хан], величественный….направил свои помыслы на то, чтобы воины собрали много камней и построили в этой высокой величественной местности высокую мечеть, чтобы на страницах времени запечатлелась память о высоких деяниях и славных делах того могущественного падишаха, подобно тому, как государь, чье место в раю, полюс мира и веры Эмир Тимур-курэкан, милость и благословение над ним…».
Из Шейбанидов в особенности замечателен Абдулла-хан II, ревностно заботившийся о процветании и счастье своего народа. Правитель этот в течение своего более чем сорокалетнего царствования построил множество учебных заведений, мечетей, бань, караван-сараев и мостов, развел тенистые сады в главных городах ханства, устроил почтовое сообщение, и вообще был усердным покровителем земледелия, торговли и науки. Имя Абдуллах-хана и поныне пользуется необыкновенной популярностью в Бухаре; в глазах бухарца каждый памятник прежних времен кажется результатом щедрости и любви к изящным искусствам этого правителя. Правление Шейбанидов ознаменовалось необыкновенным возвышением власти и влияния ученых мулл и богословов, вследствие чего богословские науки заняли в медресе Бухары первое место.

## Бухарское ханствопри Аштарханидах (1599—1747)
В эпоху правления Аштарханидов происходит ослабление центральной власти. 
Узбекский поэт Турды призывал к объединению разобщенных узбекских племен:
Хоть народ наш разобщен, но ведь это все узбеки
девяносто двух племен.
Называемся мы разно, - кровь у всех одна –
Мы один народ, и должен быть у нас один закон.
Полы, рукава и ворот – это все – один халат,
Так един народ узбекский, да пребудет в мире он.
Лишь при правлении Имамкули-хана (1611—1642) в стране наблюдался определённый порядок и были построены десятки  ряд известных архитектурных шедевров как, например, соборная мечеть и медресе Тилля-Кари, медресе Шердор в Самарканде, медресе Нодир-Диван-Беги в Бухаре и Самарканде и др. Несмотря на успешную внешнюю политику, Имамкули-хан не смог полностью преодолеть внутренние противоречия в государстве, связанные с сепаратизмом отдельных узбекских племен. Тем не менее, бухарцы характеризовали его «как мудрого, храброго и справедливого хана, который был весьма любим народом».
При правлении Абдулазиз-хана были построены медресе его имени, медресе Валидаи Абдулазиз-хана в Бухаре и медресе Тилля-Кари в Самарканде. Бухарцы характеризовали его как «храброго, великодушного хана, любителя науки». Он собрал библиотеку из красивых рукописей.
Субханкули-хан был автором нескольких произведений по медицине и астрологии. Его произведение по медицине было написано на среднеазиатском тюркском языке. Один из списков рукописи хранится в библиотеке в Будапеште. Субханкули-хан увлекался поэзией и писал стихи под псевдонимом Нишони. При правлении Субханкули были построены медресе в Бухаре и Балхе, больница Дор-уш-Шифо в Бухаре.
Аштарханиды поддерживали дипломатические отношения с потомками эмира Тимура, падишахами государства Великих Моголов. Происходил обмен посольствами с Османской империей и Россией. В начале 1685 года Аурангзеб прислал к Субханкули-хану одного из своих знаменитых эмиров, Зебердест-хана, с разного рода подарками и преподношениями, в числе коих были и живые слоны. В 1691 году османский султан Ахмед II прислал одного из своих доверенных лиц, Мустафу чауша, с подношениями и подарками, состоящими из арабских коней, разного рода драгоценных камней, разноцветных тканей и др.
В 1621 году в Самарканде было переписано «Зафар-намэ» Шараф ад-Дин Йазди и иллюстрировано великолепными миниатюрами. Известным узбекским поэтом, философом и представителем суфийского учения в Мавераннахре был Суфи Аллаяр (1644—1721). Знаменитое стихотворное произведение Суфи Аллаяра «Саботул ожизин» написанное на узбекском языке было посвящено суфийской философии стало позже учебным пособием для медресе Бухары, Коканда и Хивы. Произведение было несколько раз переиздано в Турции, Пакистане, Саудовской Аравии и России (Казани).
При  правлении Аштарханидов - в 1612—1656 годах хокимом Самарканда являлся узбекский военачальник, политик Ялангтуш Бахадур сын Бойходжи которые приказал построить медресе Тилля-Кари и медресе Шердор и др. Таким образом, возник ансамбль Регистан — нынешняя визитная карточка Самарканда.
Поэт XVII века поэт Турды писал об этнониме «узбек» как об объединяющем названии для 92 родов на территории Средней Азии.
В эпоху Аштарханидов жил узбекский историк Ходжамкули-бек Балхи (1660 — 1730). Его главное сочинение «Та’рих-и Кипчак» («История Кипчака»), написано в 1722—1725 годах и содержит описание  политических событий, происходивших в Средней Азии в эпоху Шибанидов. «Тарих-и Кипчаки» начинается с изложения воцарения в степях узбекского хана Абулхайр-хана, излагаются основные события из жизни этого правителя. Он сообщает, что отец узбекского хана Шейбани-хана Шах-Будаг-султан «был государем щедрым и могучим. По его поручению делались переводы с фарси на языки тюрки».
Правитель Хивинского ханства Абулгази Баходирхан (1603-1664) - историк и писатель, собирал при своем дворе коллекцию древностей, отведя специальное помещение для ее демонстрации. В народе это место называли «Ажойибхона» – «Комната чудес» (Кунсткамера).
Поэт и мыслитель Боборахим Машраб (1657-1711), был классиком узбекской литературы. Своим творчеством он оказал значительное влияние на развитие узбекской литературы конца XVII — начала XVIII веков.

## Бухарское ханство и эмират при узбекской династии мангытов (1756—1920)
Аштарханидов сменила узбекская династия мангытов, члены которой правили Бухарой до 1920 года. Бухарский эмират наряду с Хивинским ханством и Кокандским ханством являлся одним из трёх узбекских ханств в Средней Азии
Одним из выдающихся мангытов был Шахмурад, который в первый же год царствования провел денежную реформу, в результате которой появилась новая монетная система с совершенно иным типом монет. На его монетах впервые появился титул «эмир». По свидетельству Мирзы Шамса Бухари, Шахмурад не допускал, чтобы имя его упоминалось на хутбе или изображалось на монете на том основании, как говорил он, что «мы не царского рода, предки наши простые узбеки».
Шахмурад упразднил роскошный двор, а вместо него учредил зал суда, где заседали сорок судей, под непосредственным руководством Шахмурада. Согласно одним сведениям, суд заседал по понедельникам и пятницам. Каждый судья имел на руках книги, написанные Шахмурадом. Можно предположить, что это были книги по юриспруденции. Труды Шахмурада до наших дней не дошли. Никто независимо от его политического и экономического положения не имел права не прийти в зал суда если был вызван туда. Присутствовали как высокие чины, так и рабы. Таким образом, амир Шахмурад провел судебную реформу. Шахмурад отменил многие налоги, кроме налогов с иностранных товаров, джизьи и закята.
В эпоху эмира Хайдара (1800-1826) в Бухаре были построены десятки медресе, мечетей. Одним из необычных медресе было Чор Минор, построенное в 1807 году. Известными историками эпохи эмира Хайдара были: Мирза Садык мунши,Мухаммед Якуб ибн Даниялбий, Мухаммад Шариф ибн Мухаммад Наки. Эмир Насрулла (1827-1860) вел жесткую борьбу против центробежных сил в лице глав родов и племен. В 1830-х годах была проведена военная реформа. В юридических документах Насруллы помещалась надпись на узбекском языке: Абул Музаффар ва-л-мансур Амир Насраллах бахадур султан сузумиз (наше слово могущественного и победоносного эмира Насруллы).
В эпоху мангытов и позже происходит расцвет узбекского эпоса в лице исполнителей: Ислам-шаир,Эргаш Джуманбулбул оглы,Пулькана, Тилла-кампира и др.
В Бухарском эмирате в хождении были серебряные таньга, золотые тилля и медные пулы.
При правлении бухарского эмира Музаффара из узбекского рода мангыт в Бухарском эмирате появились первые награды. В 1881 году он учредил орден Благородной Бухары, который имел только звезду. В литературе орден Благородной Бухары чаще всего и упоминается как «звезда» (иногда даже как «орден Восходящей звезды Бухары»).
Эмир Бухары Сайид Абдулахад-хан являлся генералом от кавалерии Русской армии (1900). В 1906 году пожалован в кавалеры высшего ордена России — Святого Апостола Андрея Первозванного. В отличие от современных ему мусульманских лидеров, эмир много путешествовал, в особенности в Европейской части Российской Империи. В 1902 году эмир, а также его сын-наследник Сейид Алим-хан прибыли в Санкт-Петербург В 1906 ему было разрешёно возвести в Петербурге мечеть. Неоднократно посещал Крым. В эпоху эмира Абдулахада наиболее известными историками были: Абдалазим Сами, Ахмад Дониш, Насир ад-дин ибн амир Музаффар, Абди Мирабдулходжа.
Эмир Абдулахад-хан добился у Николая Второго разрешения на постройку первой соборной мечети в Санкт-Петербурге, и пожертвовал 350 тысяч рублей на выкуп земельного участка для строительства и ещё 100 тысяч на само строительство. Кроме этого, эмир организовал сбор для этой цели пожертвований среди бухарских купцов. Всего же собрано было более 200 тысяч рублей золотом. 22 февраля 1913 года эмир Сайид Алим-хан вместе с хивинским ханом Асфандияр-ханом принял участие в открытии первой соборной мечети в Санкт-Петербурге.

## Хивинское ханство— Хорезм при узбекских династиях Шибанидов и Кунгратов (1511—1920)
В 1598 году Амударья отступила от прежней столицы Хорезма Ургенч (в прошлом Гургандж) и столица была перенесена на новое место в Хиву. Старый Ургенч находится на расстоянии 150 км от современной Хивы, недалеко от населенного пункта Куня-Ургенч (территория Туркменистана), что означает «старый Ургенч». С этой даты свою существование в российской историографии используется термин Хивинское Ханство, хотя официальным названием государства оставался термин Хорезм.
По мнению американского востоковеда Д.Девиза, в XVI веке Хорезм был тюркским регионом, где по инициативе членов правящих династий Шибанидов-Арабшахидов осуществлялись переводы исторических сочинений на тюркский чагатайский язык, таких как "Джами ат-таварих" Рашид ад-дина, а также тафсир Корана.
Первой известной хроникой эпохи Шибанидов, написанной в Хорезме, является „Чингиз-наме“ Утемиш-хаджи, который был выходцем из влиятельной узбекской семьи, бывшей в служении у Ильбарсхана (1511—1518). Единственное известное его сочинение, „Чингиз-наме“, написано на чагатайском (староузбекском) языке в 1558 году по поручению Шейбанида Иш-султана (убит в 1558 году). Книга основана на устных преданиях, бытовавших среди кочевых узбеков. Автор много странствовал по Хорезму и Дешт-и-Кипчаку, поэтому его повествование в значительной степени основывается на рассказах очевидцев.. Хроника Утемиш-хаджи послужила важным этапом хорезмской историографической школы..
В 1598 Хива стала главным городом Хивинского ханства, это был маленький укрепленный городок с 10-ти вековой историей. Легенда о его происхождении повествует, что город вырос вокруг колодца Хейвак, вода из которого имела удивительный вкус, а колодец был выкопан по приказу Сима, сына библейского Ноя. В Ичан-Кала (внутренний город Хивы) и сегодня можно увидеть этот колодец.
Узбекский историк, правитель Абулгази-хан (1603—1664) известен как автор двух исторических сочинений на староузбекском языке: „Родословная туркмен“ (закончена к 1661) и „Родословная тюрок“ (напечатана в Казани, 1852 г., и в Петерб., 1871 г.); она переведена на некоторые европейские языки, в том числе и на русский, Саблуковым и помещена в изд. И. Н. Березиным „Библиотеке восточных историков“ (т. III, Каз., 1854 г.).
При Аллакули-хане (1825—1842) Хива была обнесена стеной, длина которой составляла 6 километров. Основа нынешнего архитектурного облика Хивы складывалась с конца XVIII вплоть до XX века. Архитектурный ансамбль Хивы отличается единством. Внутри него сначала была построена Ичан-Кала (внутренняя крепость), где находились дворец хана, жилище для ханской семьи, мавзолей, медресе, мечети. Один из сохранившихся памятников Хивы — мавзолей Саида Аллаутдина — построен в XIV веке. До нас дошли также другие архитектурные памятники Куня-Арк, соборная мечеть, Ак-Мечеть, мавзолей Уч-овлия, мавзолеи Шергазихана, караван-сарай Аллакулихана, медресе инака Кутлуг-Мурада, медресе инака Мухаммад-Амина, дворец Таш-Хаули, состоящий в 163 комнат (построен при Аллакулихане). Они свидетельствуют о мастерстве хивинских строителей, камнетёсов, художников по дереву. В этом отношении Хива являлась гордостью ханства.
В период правления Саид Мухаммед-хана (1856-1864) в 1850-х годах впервые в истории Центральной Азии была проведена всеобщая перепись населения Хорезма.
В XIX веке в Хорезме чеканились медные пулы (фаллусы), серебряные таньга, золотые 1⁄2 тиллы и тилла.
Первым ученым из Хорезма и единственным из Центральной Азии, который получил должность в библиотеке Академии наук в Будапеште был филолог Мулла Исхак (1836-1892).
Россия аннексировала часть Хивинского ханства, в 1873 году. После этого усилились связи с Российской империей.
Атаджан Абдалов (1856-1927) — стал первым узбекским книгопечатником, основателем книгопечатания на территории Хорезма в 1874 году. Он закупил необходимое оборудование и открыл первую в Средней Азии литографию. В 1876 году Атаджан Абдалов напечатал философский труд Аль-Фараби «Удел детей». Хивинский хан Мухаммад Рахим-хан II назначил в качестве помощников Атаджана Абдалова прогрессистов Мухаммада и Худайбергена (токаря и резчика по дереву) Худайбергана печатника, Исмаила и Камиля — десяти учеников. В литографиях выпускались произведения классиков узбекской и классической литературы — таких, как Алишер Навои, Мунис Хорезми, Мирза Абдукарим, Машраб, Агахи и других. Вслед за первыми предприятиями стали открываться новые, преследовавшие в основном коммерческие цели. Их главной продукцией были учебники, использовавшиеся в медресе. Особым спросом пользовались такие книги, как «Хафтияк» — отрывки из Корана, «Чоркитоб» — описание мусульманских обрядов, и другие.
В составе хорезмийской делегации отправившейся в 1908 году в Санкт-Петербург был и Худайберген Деванов. В столице Российской империи Х. Диванов изучал тонкости фотографического дела у признанных профессионалов. Х. Диванов привез на родину различные фото- и кинопринадлежности, что позволило ему самостоятельно снять первый узбекский документальный киносюжет о выезде на фаэтоне в 1910 г. хивинского хана Асфандияра. Сохранились также его первые киноленты «Памятники архитектуры нашего края» (114 метров, 1913 г.), «Виды Туркестана» (100 метров, 1916 г.) и др..
1908 год стал годом рождения узбекского кино. Худайберген Деванов снимал на камеру исторические достопримечательности, минареты, мечети и многое другое. Благодаря его работе жители других стран впервые познакомились с древней самобытной культурой Хорезма.

## Кокандское ханство(1709—1876)
Ханство было основано в 1709 году, когда Шахрух-бий из узбекского племени минг. Он основал независимое владение в западной части Ферганской долины. Исследователь Ч. Валиханов зафиксировал предания о 96 узбекских племенах, в число которых входили: минги, юзы и кырки.. В тимуридскую эпоху отдельные группы узбеков-мингов жили в Мавераннахре. В начале XVI века некоторые группы мингов входили в состав войска Шейбани-хана при походе из Дашти-Кипчака на Мавераннахр. Многочисленные письменные источники указывают на большую численность узбеков-мингов в XVI в. в Ферганской и Зеравшанской долинах, Джизаке, Ура-Тюбе. Беки Ура-Тюбе и Ургутa были из рода мингов. В бассейне Зеравшана узбеки-минги были также многочисленны.
В XVIII веке узбекский род мингов стал правящей династией в Кокандском ханстве. Существовало предание о происхождении династии от Тимура. По местным преданиям, знаменитый узбекский поэт и султан Бабур, потомок Тамерлана, направлялся из Самарканда в Индию через Фергану, где одна из жён его разрешилась мальчиком по дороге между Ходжентом и Канибадамом; ребёнка, прозванного Алтун Бешиком (ум. в 1545), приютил кочевавший там узбекский род Минг (откуда и название династии), когда же выяснилось его происхождение, Алтын-бешик провозглашён был бием и поселился в Аксы. Звание бия стало наследственным в его потомстве. Один из потомков Алтын-бешика, Абдурахим-бий, поселился в кишлаке Дикан-Тода, но впоследствии главным местом его пребывания сделался город Коканд, который он основал около 1732 года и который первоначально назывался Иски-Курган или Кала-и-Раим-бай (по имени основателя своего).
Абдурахим-бий, пользуясь междуцарствием в Бухаре, предпринял поход на это ханство, занял Самарканд, Каттакурган, добирался и до Шахрисабза, но ограничился лишь тем, что заключил мир с тамошним правителем и женился на его племяннице, после чего вернулся в Ходжент, где и был убит своими приближенными (около 1740 года). Брат и преемник Абдурахима, Абдукарим-бий, окончательно поселился в Иски-Кургане, который с этого только времени (1740) получил название Коканда. На самом же деле Коканд — город, несравненно более древний. Арабские путешественники X века, Истахри и Ибн-Хаукаль, упоминают о городе Ховакенде или Хоканде.
Кокандские историки сообщают о дешевизне продуктов и о благоприятных условиях для купцов при правлении Нарбута-бия. Для этой эпохи характерны дешевизна и порядок. В связи с дешевизной продуктов на существующую в Коканде «таньгу» можно было купить много продуктов. Нарбута-бий учредил самую мелкую монету «пулус». В период правления Нарбута-бия отсутствовала инфляция и намного повысился уровень жизни населения. Поэтому в течение более 30-летнего правления Нарбута-бия не было ни одного восстания против правительства.
Сын Нарбута-бия, Алим-хан используя таджикских горцев завоевал западную половину Ферганской долины, включая Ходжент (Ленинабад) и Шаш (включая Ташкент). Он был убит братом Умар-ханом в 1809 году. Сын Умара, Мохаммед Али (Мадали-Хан) поднялся на трон в 1821 году, в возрасте 12 лет. В правление Мадали-хана Кокандское ханство достигло своего расцвета. Его территория составляла тогда приблизительно 7 тыс. квадратных километров, а население — почти 2 млн человек.
Ханство подчинило себе племена Северной Киргизии и Южного Казахстана. Для обеспечения контроля за этими землями в 1825 году были основаны крепости Пишпек и Токмак. В 1826—1829 годах было организовано несколько походов на Кашгар. В 1826 году Мухаммад Алихан объявил газават против китайцев и двинул свои войска на Кашгар, чтобы помочь Джангир туре в борьбе против Цинской империи. В 1829 году войска Мухаммад Aлихана вновь завоевали Ура-тюбе. Мухаммад Алихан поддерживал дипломатические связи с Россией, Бухарским эмиратом, Хивинским ханством и Турцией.
В 1842 году бухарский эмир Насрулла напал на Кокандское ханство. В эти же годы в ханстве активизируется борьба со стороны племянника Мадали-Хана — Шерали, переросшая в гражданскую войну и этнические конфликты. В 1845—1858 годах (а также в 1865, после периода подчинения Коканда Бухарскому эмиру) во главе ханства стоял сын Шерали — Худаяр.
В сфере денежного обращения Кокандского ханства были серебряные монеты, которые назывались танга, золотые монеты назывались тилля, а медные фулус (пул), мири, кара-танга, бакир.
Культура Кокандского ханства отличалась от культуры Бухарского эмирата тем, что здесь широкое распространение получила женская поэзия. Одной из узбекских поэтесс была Джахан-Атын Увайси (1781—1845). Наряду с Надирой и Махзуной она была представительницей узбекской кокандской поэзии.
В 1875 году в Коканде было 40 медресе, в Маргилане 10 медресе, а в Андижане – 6 медресе. В 1870-х годах в Коканде было около 40 медресе: «Мир» (основано Нарбута-бием в 1799 г.), «Мир-Бутабек» (основано Мир-Бутабеком, сыном Ирдана-бека), «Хаким-Тюра» (основано Хаким-Тюра в 1795 г.), «Хан-Хаджа Ишан» (основано Хан-Хаджа Ишаном в 1789 г.), «Бузрук-Хаджа» (основано Бузрук Хаджа Ишаном в 1801 г.), «Пир-Мухаммад-Ясаул» (основано Пир Мухаммад Ясаулом в 1802 г.), «Хаджабек» (основано Хаджа-беком в конце XVIII в.), «Ахунд-Диванбеги» (основано Мулла Мухаммад-Ахуном в 1805 г.), «Минг Ойим» (основано Минг-Ойим женой Нарбута-бия в 1802 г.), «Джами» (основано Умар-ханом в 1817 г.), «Мир-Бутабай» (основано в 1827 г.), «Хаджа-Дадхах» (основано Бузрук-Хаджа Ишаном в 1822 г.), «Мадалихан» (основано Мухаммад Али-ханом в 1829 г.), «Хоким-Ойим» (основано в честь матери хана в 1869 г.), «Султан Мурад-бек» (основано Султан Мурадбеком, сыном Шерали-хана в 1872 г.).
В XIX в. в Коканде быстро развивается историография. Ряд средневековых исторических трудов переводятся на узбекский язык и пишутся новые исторические труды о Кокандском ханстве. Абдулкарим Фазли Намангани (конец XVIII - начало XIX в.) был историком и поэтом, составившим антологию ферганских поэтов и автором «Умар-наме», «Зафар-наме», стихотворной хроники царствования Умар-хана.. Мирзо Каланлар «Мушриф» (псевдоним) Исфараги был придворным историком и поэтом в Кокандском ханстве при Умархане. Умар-хан приказал ему изложить в прозе стихотворную историю его царствования, написанную Фазли Намангани под названием «Зафар-наме». Хаджа Мухаммад Хакимхан бин Саид Маъсумхан (1802-1860) принадлежал к знатной кокандской семье: по матери был внуком кокандского хана Нарбутабека и племянником Алим-хана. Хакимхан в 1824 г. был принят в Оренбурге российским императором Александром I. Автор рассказал об этой встрече с русским императором в своем сочинении «Мунтахаб ат-таворих». Историк Мулла Нийаз-Мухаммад Хуканди Нияз Мухаммад Хуканди был автором «Тарих-и Шахрухи».. Поэт и историк Махзун (настоящее имя Зиёдулла Хуканди) по приказу Худаяр-хана написал книгу «Шахнаме». В ней описаны события, происшедшие в Кокандском ханстве. Книга состоит из 1696 страниц и описывает историю узбекской династии минг начиная с Алтун-Бешига до Худаяр-хана включительно..
С 1855 года киргизские и казахские племена, подчинённые ханству, стали переходить в российское подданство. Это привело к вооружённым конфликтам ханства с российскими войсками. В 1865 году Ташкент был занят войсками Российской империи, в следующем году — Ходжент. В это же время Якуб Бег, бывший правитель Ташкента, бежит в Кашгар, ставший на время независимым от Китая.
Коммерческое соглашение с Россией 1868 года фактически сделало Коканд зависимым от неё государством. Недовольство населения внутренней политикой Худаяра привело к восстанию (1873—1876). Восстанием руководил Пулат-хан, выдававший себя за законного наследника престола. Захватив власть в 1875 году Пулат-Хан начал военные действия против владений Российской империи в Средней Азии, что привело к штурму Коканда войсками под руководством генералов Кауфмана и Скобелева в марте 1876 года. Пулат-хан был пойман и казнён, а ханство было ликвидировано. Земли Кокандского ханства вошли в Ферганскую область российского Туркестана.

## Ташкентское государство(1784—1807)
В 1784 году многолетнее соперничество четырёх частей Ташкента выливается в вооружённое столкновение. Победу одержал Юнусходжа, и посад признал его власть над всем городом. В качестве резиденции правитель выбрал крепость, стоявшую на возвышении по берегу арыка Чорсу (позднее данная местность получила название Караташ). Институт четырёх хакимов (чархаким) был упразднён, хотя разделение на даха сохранилось.
Захватив караванные пути в Россию и значительно повысив их безопасность, Юнусходжа расширил торговлю с Российской Империей. Стабильность и прочные экономические отношения с большим соседом оказали положительное влияние на развитие кустарной промышленности и смежных отраслей сельского хозяйства. Юнусходжа проводит также денежную реформу, став чеканить медную монету от своего имени, и предпринимает ряд изменений по военной части, которые благоприятно сказались на мощи армии и обороноспособности столицы.
Создание в Ташкенте самостоятельного государства закономерно вызвало тревогу у Кокандского ханства.  В 1808 году город был подчинён Коканду вторично. С этого времени он вошёл непосредственно в состав Кокандского ханства до 1865 года, когда был захвачен войсками М.Черняева.

## Туркестан в составе Российской империи
В 1865-1876 гг. территории Кокандского ханства, частичного Хивинского ханства и Бухарского эмирата вошли в состав Российской империи. В 1867 г. было образовано Туркестанское генерал-губернаторство (1867-1917). Были созданы три области Сырдарьинская, Самаркандская и Ферганская области, которых возглавляли военные губернаторы. В отличие от других областей Российской империи, Туркестан был в подчинении Военного министерства.
Население Туркестана было многонациональным, узбеки, таджики, русские, казахи, киргизы, евреи, туркмены, арабы и др. В 1870-х годах отмечали, что «узбеки, какой бы род жизни они не вели, все считают себя одним народом, но подразделяются на множество родов». На основе многочисленного узбекского населения в 1924 году была создана Узбекская ССР. По статистическим данным в 1887—1888 годах в Самаркандском уезде из 254195 населения узбеки составляли 186532 человек (то есть 73 % населения), остальные жители были представлены таджиками, русскими, арабами, казахами, иранцами и др.
Советские, узбекистанские  и таджикистанские историки писали об антиколониальных восстаниях в регионе. Однако по утверждению американского историка Халида, фактического сопротивления со стороны правоверных было на удивление мало.
Предшественник джадидов туркестанский просветитель С.Абдугафаров способствовал светскому знанию идей просвещения, критиковал некоторые методы воспитания. Социальные взгляды Саттархана отражены во многих его статьях и выступлениях, например он написал «Краткая история внутреннего положения Кокандского ханства до российского вторжения». Исследователи назвали его первым коренным туркестанцем, освоившим русский язык, мусульманским просветителем
В начале 1880 годов Абдугафаров одним из первых представителей местной интеллигенции пришёл к выводу о необходимости модернизации структуры традиционного образования подрастающего поколения (с сохранением,  задачи формирования системы основных исламских ценностей)
Во второй половине XIX века начался процесс формирования узбекской нации, что выразилось в модернизации, усилении информационных связей и возникновении новых представлений о нации. Яркими выразителями идеи нации стали джадиды — просветители-реформисты Туркестана.
Джадид Исмаил Обиди (1880-1941) был основателем первой джадидистской общественно-политической газеты - Таракки́, выходившей в течение 1906 года в Ташкенте. Считается одним из первых газет на узбекском языке.
Одним из выдающихся джадидов был Бехбуди. В своих произведениях Бехбуди использовал термин тюркский язык как синоним узбекского языка, причём отмечал, что «на узбекском языке говорит большинство населения Туркестана». Слова Бехбуди "Хак берилмас — олинур" — «Права не даются, а завоевываются!» стали девизом для джадидов.
Бехбуди как и другие джадиды выступал за развитие национального искусства и литературы, равноправие женщин, реорганизацию деятельности духовенства, преподавание в школах на национальном языке, за реформы политического устройства страны. Он боролся за введения в мусульманских школах нового метода обучения, ряда светских предметов. Бехбуди выступал за создание истории своей родины — Туркестана  Бехбуди считал жителей Туркестана потомками Амира Тимура.
Некоторые идеи джадидов были использованы Советской властью при формировании идеи узбекской социалистической нации в 1920-х годах. Одним из сакрализованных героев джадидов был Тимур. Личность Амира Тимура (Темирлана) как одного из великих хаканов (каганов) в истории Туркестана воспевал Абдурауф Фитрат.

## Туркестанская автономия и Туркестанская АССР
В ночь с 7 на 8 ноября 1917 года в Петрограде произошла Октябрьская социалистическая революция. В тот же день (ночь) возникла Российская Социалистическая Федеративная Советская Республика — РСФСР — со столицей в Петрограде. 
27 ноября 1917 года на IV чрезвычайном Всемусульманском съезде, проходившем в Коканде, было объявлено о создании Туркестанской автономии (Туркестани мухтариат) во главе с Туркестанским Временным Советом, который возглавил казах из найманов Мухамеджан Тынышпаев. Министерство иностранных дел также казах возглавил Мустафа Чокай, но вскоре в связи с уходом Тынышпаева из-за внутренних разногласий он стал председателем правительства.
Кокандское правительство объявило о намерении созвать 20 марта 1918 года свой парламент на основе всеобщего прямого, равного и тайного голосования. Две трети мест в парламенте предназначались мусульманским депутатам, а одна треть — представителям немусульманского населения. Существование такого парламента должно было стать первым шагом к демократизации Туркестана. В образованном в то же время в Ташкенте правительстве Туркестанской Советской Республики (ТАССР) из 14 его членов не было ни одного человека из представителей коренных народов.

В январе 1918 г. в ответ на предъявленный Советами ультиматум Чокай отказался признать их власть. Для уничтожения Туркестанской автономии из Москвы в Ташкент прибыли 11 эшелонов с войсками и артиллерией, в состав карательного отряда вошли красноармейцы ташкентского гарнизона и армянские дашнаки. 6 февраля 1918 года большевики начали штурм Коканда и за три дня взяли город.
В апреле 1918 года Туркестанское генерал-губернаторство было преобразовано в Туркестанскую Автономную ССР в составе РСФСР. Земли Кокандского ханства (в том числе Ташкент) вошедшие в состав Ферганской области Туркестанского генерал-губернаторства ещё в марте 1876 года также формально вошли в состав РСФСР. Было признано, что коренными народами Туркестана являются киргизы, узбеки и туркмены. Вассалы Российской империи — Хивинское ханство и Бухарский эмират остались на короткое время официально независимыми от реформируемой большевиками России.
26 августа 1920 года Сыр-Дарьинская и Семиреченская части Туркестанской АССР, населённые казахами, были включены в Киргизскую АССР в составе РСФСР.
В ходе гражданской войны часть населения поддержала Красную Армию, которая в 1920 году захватила Бухару и Хиву. Другая часть образовала Национально-освободительное движение Туркестана («басмачество»). Основные силы басмачества разгромлены Красной Армией в 1922 году, отдельные отряды были уничтожены в 1930-х годах.

## ХорезмскаяиБухарская Народные Советские Республики
В феврале 1920 года Хивинское ханство и Бухарский эмират были захвачены Красной Армией и вместо них были образованы Хорезмская и Бухарская Народные Советские Республики.
Ещё до 1920 года в Бухаре существовало несколько банков и представительств иноземных торговых домов; шла оживлённая торговля, связывавшая Бухару с мировыми деловыми центрами. 
2 сентября 1920 года РККА во главе с М. В. Фрунзе в результате 3-дневного штурма захватила Бухару. При штурме города были задействованы 10 самолётов-бомбардировщиков. В результате штурма и бомбардировки Бухары, бо́льшая часть жилых кварталов города была разрушена.
Бухарский эмир Сеид Алим-хан бежал из города и страны в Афганистан, и Бухарский эмират прекратил своё существование. В конце 1920 года был произведён учёт разрушений, вызванный захватом Красной армией города. Были разрушены не только многие дворцовые помещения в Арке, но и полностью исчезли окаймлявшие Регистан здания: огромное 2-этажное медресе Бозори Гусфанд (1670), старинная приземистая лечебница Доруи Шифо (1697), ханака Усто Рухи, медресе Шодым Бий (XVII век), медресе Ходжа Нихол, мечеть Поянда бий Аталык (с 3 низкими порталами по фасаду). Исчезли расположенные поблизости Базарные купола Токи-Тиргарон и Токи-Орд фурушон, многие культовые здания (вблизи главного городского бассейна Ляби-хауз), насыщавшие город. Не осталось «камня на камне» и от большого 2-этажного медресе Кальабад (1600). И даже такие оригинальные здания, как Чор-Минор, лишились всех строений ансамбля..
14 сентября были образованы Всебухарский революционный комитет во главе с Абдукадыром Мухитдиновым и Совет народных назиров (комиссаров) во главе с Файзуллой Ходжаевым.
8 октября того же года Бухара стала столицей Бухарской народной советской республики, которая в 1924 году по национальному признаку была разделена между Узбекской ССР, Туркменской ССР и Таджикской АССР.
Новое правительство Бухарской республики возглавил 24-летний узбекский джадидист Файзулла Ходжа-оглы (Файзулла Губайдуллаевич Ходжаев). Председателем ЦИК стал Усман Хаджа Пулатходжаев (Усман Ходжаев). В 1921 году началась подготовка к отправке молодежи на учёбу в Германию. Лидер Бухарской Республики Файзулла Ходжаев поддерживая активное стремление молодежи к изучению передового опыта Западной Европы, сделал все, чтобы отправить более семидесяти человек в одну из самых развитых стран мира – Германию. Среди уехавших были Саттар Джаббар, Азимбек Беримжанов, Ахмаджон Ибрагим, Ибрагим Яркий, Марьям Султанмуратова и другие. Все они поступили в различные специальные и высшие учебные заведения Германии, чтобы изучать химию, машиностроение, электричество, горное дело. К сожалению, в 1937-1938 гг. большая их часть была расстреляна сталинскими чекистами.
В 1921 году Мулла Бекджан (1887-1929) - узбекский государственный, политический и общественный деятель, лингвист,  журналист и один из видных деятелей джадидизма   открыл Хивинский народный университет (ныне Ургенчский государственный университет) — один из первых университетов на территории Средней Азии.

## Узбекистан в составе Союза Советских Социалистических Республик
В сентябре 1924 года Хорезмская и Бухарская Народные Советские Республики были преобразованы в социалистические республики, но через месяц расформированы в связи с вхождением в состав Узбекской и Туркменской ССР. 14 октября 1924 года была образована Таджикская Автономная Советская Социалистическая Республика в составе Узбекской ССР, а также выделена Кара-Киргизская автономная область (нынешний Кыргызстан) в составе РСФСР (нынешняя Россия).
27 октября 1924 года по национально-государственному размежеванию образованы Узбекская Советская Социалистическая Республика и Туркменская Советская Социалистическая Республика. Американский историк Адиб Халид считает, что создание Узбекской ССР стало не следствием искусственных советских этнических манипуляций, а воплощением джадидского проекта. В досоветский период термин «узбекский» уже был общеупотребительным в отношении литературного тюркского языка Средней Азии.  В стихотворении, опубликованном в 1916 году, поэт и просветитель Хамза использовал термины Туркестан эли («народ Туркестана») и узбек эли («узбекский народ») как синонимы.
В состав Узбекской Советской Социалистической Республики вошла Бухарская Социалистическая Советская Республика вместе с Таджикской Автономной Советской Социалистической Республикой и одной из трёх областей, на которые разделили Хорезмскую Социалистическую Советскую Республику. Другая треть Хорезмской Социалистической Советской Республики была преобразована в Каракалпакскую автономную область в составе Киргизской Автономной Советской Социалистической Республики. А оставшаяся треть была преобразована в Туркменскую Советскую Социалистическую Республику.
Первой столицей советского Узбекистана в 1924 года стал Самарканд.
В 1930 году столица перенесена в Ташкент. 1 февраля 1926 года Кара-Киргизская Автономная область была выделена из состава Киргизской АССР и преобразована в Киргизскую АССР, в то время как бывшая Киргизская АССР превратилась в Казахскую АССР. 16 октября 1929 года из состава Узбекской ССР была выделена Таджикская АССР и преобразована в Таджикскую ССР, которая 5 декабря 1929 года включена в состав СССР. 5 декабря 1936 года Киргизская и Казахская АССР были выделены из состава РСФСР и официально вошли в Союз ССР на правах ССР, а также Каракалпакская АО была присоединена к Узбекской ССР на правах автономной ССР.
Созданы новые крупные районы хлопководства, Узбекистан стал мощной хлопковой базой СССР. Принятие первого пятилетнего плана в 1928 стало началом коллективизации, которой предшествовало проведение земельно-водных реформ, принявшей массовый характер в конце 1929; к весне 1932 три четверти земельных наделов в Узбекистане был обобществлены и включены в колхозы. Коллективизация, как и в целом по Союзу, носила в определённой мере насильственный характер. В ходе раскулачивания только в 1931 году были выселены за пределы республики (преимущественно на Украину) более 3,5 тыс. кулацких семей. Сопротивление колхозному строительству принимало разные формы — только за январь — март 1930 года в республике произошло 105 вооружённых антиколхозных выступлений..
Узбекская письменность в 1929 году была переведена с арабской на латиницу, а с 1940 года на славянскую графическую основу; за этим последовала кампания по преодолению неграмотности. В 1925—1930 годах Самарканд был столицей Узбекской ССР, в нём размещалось правительство Узбекистана во главе с Файзулло Ходжаевым. В этот период по проектам немецких архитекторов были построены Республиканская больница, главное здание университета. В 1927 году в Узбекистане был открыт второй университет после Ташкента, был образован Узбекский педагогический институт, который в 1930 году был переименован в Узбекскую государственную педагогическую академию, в 1933 году — в Узбекский государственный университет, а в 1961 году — в Самаркандский государственный университет, которому было присвоено имя величайшего средневекового среднеазиатского поэта, философа и государственного деятеля Алишера Навои. В Самарканде были образованы другие высшие учебные заведения масштаба всей советской Средней Азии: Самаркандский государственный медицинский институт, Самаркандский кооперативный институт, Самаркандский государственный педагогический институт имени Садриддина Айни, Самаркандский государственный архитектурно-строительный институт, Самаркандский сельскохозяйственный институт, Самаркандское высшее военное автомобильное командно-инженерное училище и другие.
Уровень грамотности поднялся с 4 % (1897) до 99 % (1977), в советский период открыты большинство ВУЗов страны (в том числе Ташкентский университет, с 1918), основана Академия наук Узбекской ССР (1943), театры (в том числе в 1919 — Узбекский театр драмы, в 1939 — Узбекский театр оперы и балета). В 1943 году был создан Институт истории и археологии АН Узбекской ССР, первым директором которого стал З.Раджабов.

### Узбекистан в 1924-1950-х годах
С февраля 1930 года в Узбекистане началась кампания по ликвидации кулацких хозяйств. В 1930 году в Узбекистане были ликвидированы 2648 кулацких и байских хозяйств. Число ликвидированных в 1930—1933 годах хозяйств достигло 5,5 тысяч, многие кулаки были переселены в Сибирь и на Украину.
Ста́линские репре́ссии — массовые политические репрессии, осуществлявшиеся в СССР в период сталинизма (конец 1920-х — начало 1950-х годов). Период наиболее массовых репрессий, так называемый «Большой террор», начался с назначением на пост главы НКВД Н. И. Ежова. Лично Сталиным и Политбюро ЦК ВКП(б) по т. н. «Сталинским расстрельным спискам» было вынесено на осуждение 44893 человека. Почти все расстреляны.
В 1930—1938 годах в Узбекистане было репрессировано более 130 тысяч человек. Были репрессированы видные представители узбекской интеллигенции: основатель узбекского романа - Абдулла Кадыри, основатель узбекского кино - Худайберген Девонов, первый руководитель Узбекистана - Файзулла Ходжаев, выдающиеся узбекские поэты Чулпан, У. Насыр, первый узбекский профессор А. Фитрат, основатель первой кафедры истории Узбекистана в Самаркандском государственном университете - Б. Салиев, основатель газеты "Туркестанской автономии" "Эл байроги" - Ашурали Захири, первый узбекский адвокат, бывший военный министр Туркестанской автономии У. Ходжаев, джадиды Ходжи Муин Шукруллаев, Саиднасир Мирджалилов, Саидризо Али-заде и др.
Среди узбекских сказителей известны Эргаш Джуманбулбул оглы, Фазыл Юлдаш оглы (1872-1955 гг.), Мухаммад Джанмурад оглы Пулкан (1874-1941 гг.), Ислам Назар оглы (1874-1953 гг.), Абдулла шаир Нурали оглы (1870-1975 гг.), Курбан Исмаил оглы (1869-1940 гг.). Из сказительниц была наиболее известна прабабушка Эргаша Джуманбульбуль-оглы—Тилла-кампир.
В 1937—1950 годах — первым секретарем ЦК КП(б) Узбекистана был Усман Юсупов, который руководил по партийной линии развёртыванием массовых репрессий против «националистов» и «сепаратистов» в 1937—1939 годах. Этот период отмечен вхождением в состав особой тройки, созданной по приказу НКВД СССР от 30.07.1937 № 00447 и активным участием в сталинских репрессиях.
Согласно обновленным данным, с началом Великой Отечественной войны на фронт ушло почти 2 миллиона узбекистанцев, погибло свыше 538 тысяч, более 158 тысяч пропали без вести. Боевыми орденами и медалями были награждены свыше 200 тысяч солдат и офицеров из Узбекистана. Звания Героя Советского Союза был удостоен 301 представитель Узбекистана, 70 награждены орденом Славы всех трех степеней. Благодаря самоотверженному труду народа около 300 предприятий республики начали выпускать продукцию военного назначения. Также с прифронтовых территорий в Узбекистан был перебазирован 151 завод. Тысячи раненых бойцов прошли лечение в организованных в госпиталях. В Узбекистан были эвакуированы 1,5 миллиона человек из республик, где шла война, в том числе свыше 250 тысяч детей.
В 1946—1950 гг. было построено более 150 промышленных предприятий. Завершено строительство первой и второй очереди Фархадской ГЭС, которая стояла на третьем месте в СССР. «Ташсельмаш», «Узбексельмаш», «Красный двигатель»  и другие заводы были ориентированы на изготовление техники для хлопководства. В 1940 г. было произведено 5 хлопкоуборочных машин СХ-40, а в 1950 г. их число достигло 4641.
В конце 1940-х годов были проведены новые репрессии против узбекской интеллигенции. В 1949 г. были подвергнуты критике писатели Айбек, Миртемир, Хамид Алимджан, М. Шейхзаде, М. Бабаева, А. Каюмов и др. В 1948—1949 гг. более 20 видных ученых, писателей и поэтов были арестованы, обвинены в национализме и осуждены на срок от 15 до 25 лет тюремного заключения.
В апреле 1950 г., после назначения Усмана Юсупова министром хлопководства СССР, первым секретарём ЦК КП Узбекистана был избран бывший сотрудник Туркестанской ЧК, ГПУ Амин Ниязов. В сентябре 1950 г. ряд ученых в сферах экономики, языка и литературы были обвинены в национализме. В Постановлении от апреля 1951 г. была отмечена «вредность» постановки спектаклей по произведениям Алишера Навои «Фархад и Ширин», «Лейли и Меджнун», народным поэмам «Тахир и Зухра», «Алпамыш» и ряда других легендарных фольклорных музыкально-драматических спектаклей.
После смерти И. В. Сталина первое время сохранял свои позиции, но 22 декабря 1955 г. потерял пост главы республиканской парторганизации и был заменён на Нуритдина Мухитдинова..

### Узбекистан при руководстве Н. А. Мухитдинова (1955—1957)
В сентябре, ноябре 1956 г. после повторной постановки Мухитдиновым Н.А. вопроса в заседании Президиума (политбюро) ЦК КПСС принято политическое решение о возвращении в родные места принудительно переселённых в 1943 – 1944 гг. в Узбекскую ССР народов Кавказа (балкарцев, карачаевцев, ингушей, чеченцев). В 1957 г. произошёл массовый отъезд указанных народов Кавказа из республик Средней Азии и Казахстана. В Узбекистане действовали несколько комиссий по оказанию им помощи в возвращении в родные места.
В 1956 г. в Узбекской ССР реабилитированы все (около 40 000) необоснованно обвинённые и репрессированные в 1930-х годах и последующих годах узбекистанцы (живые и погибшие).
10-14 октября 1956 г.  в г. Ташкент состоялся открытый 1-й съезд интеллигенции Узбекистана (с участием союзных и иностранных гостей),  на котором инициатор и главный докладчик Мухитдинов Н.А. 11.10.1956 г. впервые в СССР открыто объявил о массовой реабилитации репрессированных, назвал имена, поставил задачу серьёзного изучения национальной истории, популяризация её, поставил вопросы об отличии культа личности от роли личности, о хрупкой грани между национальным и националистическим, о взаимообусловленности национального и интернационального, о сочетании республиканских и общегосударственных интересов. С участием возвращённых из мест заключения реабилитированных поэтов и писателей Узбекистана были подняты и обсуждались ранее замалчивавшиеся вопросы колониального характер завоеваний Средней Азии в XIX веке, игнорирования многовековой истории и культуры.
В 1956 году в Ташкенте создан Институт ядерной физики АН СССР, построен и физически запущен исследовательский ядерный реактор, под Ташкентом построен научный городок Улугбек, так называемая «Среднеазиатская Дубна». В 1956 г. началось возрождение Академии наук Узбекистана, создание 6 новых профильных институтов в её составе, приобретено современное научное оборудование, расширены производственные площади научных центров, приняты решения по социальному обеспечению учёных, по условиям их жизни и обеспеченности жилищем. В октябре 1956 год состоялось Общее собрание Академии наук Узбекистана, на котором поставлены вопросы приоритетного развития актуальных для республики отраслей науки. Внесены изменения и дополнения в Устав АН Узбекской ССР. Тайным голосованием (на конкурсной основе) избран новый состав академиков, почётных академиков, членов-корреспондентов, членов Президиума, председателей отделений АН Узбекской ССР, сохранена преемственность кадров.
5 ноября 1956 г. за счёт собственных ассигнований Узбекской ССР (62 млн рублей / в ценах 1956 г.) и при техническом содействии Союзного Министерства связи в Ташкенте открыт и начал вещание первый на Советском Востоке телецентр (с первоначальным  радиусом действия 70 км), завезена и продана населению значительная партия первых телевизоров.
Ташкентский экскаваторный завод освоил и начал выпускать несколько моделей экскаваторов. Завод Андижанирмаш (г. Андижан) стал изготавливать бульдозеры, скреперы, канавокопатели, водяные насосы, другую ирригационную технику. Авиационный завод №.84 имени Чкалова в г. Ташкент в 1956 г. серийно произвёл рекордные 115 штук пассажирских самолётов Ил-14 (первые в Союзе) и 10 шт. транспортных Ил-14Т (в 1957 г. - 117 шт. Ил-14П,  - 28 шт. Ил-14Т).
При населении около 8 млн человек валовой национальный продукт Узбекской ССР превысил 24 миллиарда рублей (в ценах 1956 г.)

### Узбекистан при Ш. Р. Рашидове (1959—1983)
С 1959 по 1983 год республикой руководил Шараф Рашидов, своим выдвижением в значительной степени обязаный занятой им твёрдой позиции в развитии Узбекской ССР. Период его правления считается одной из самых лучших страниц в истории Узбекистана. В период руководства Рашидова, Ташкентское авиационное производственное объединение имени В. П. Чкалова вошло в пятерку крупных авиационных предприятий мира. Здесь выпускалось более 60 больших самолётов в год. Ташкентский тракторный завод выпускал свыше 21 тысяч тракторов, «Ташсельмаш» – свыше 10 тысяч хлопкоуборочных комбайнов в год. В 1969 году в Узбекистане было освоено золоторудное месторождение Мурунтау, на котором ежегодно добывалось 100 тонн золота.
При Рашидове Узбекистан превратился в индустриально-аграрную республику, с развитой лёгкой и пищевой промышленностью, в десятки раз выросла тяжёлая промышленность. Были построены крупнейшие тепловые (Ташкентская, с 1971, Сырдарьинская, с 1975, Навоийская, Ангренская ГРЭС) и гидроэлектростанции (Чарвакская, с 1972), началась разработка газовых (месторождение Газли, с 1961) и нефтяных месторождений и др. Появились совершенно новые для республики отрасли машиностроения (электротехническая, радиоэлектронная, приборостроительная, авиационная и др.)
При Ш.Рашидове в 1966 году была заново отстроена столица Узбекистана — Ташкент, возведены новые музеи, парки, театры, памятники. В 1970 году было отпраздновано 2500-летие Самарканда, и в связи с этим были проведены большие мероприятия в Самарканде, открыт музей истории города, театр оперы и балета. В 1977 году впервые в Центральной Азии было открыто метро в Ташкенте..
В 1969 году в Самарканде был проведён международный симпозиум по истории искусства времени Тимуридов. В 1973 году широко отмечалось 1000-летие знаменитого ученого Абу Рейхана аль-Бируни, был снят художественный фильм.
При руководстве страной Ш.Р.Рашидовым историками была написана и издана в 1967-1970 гг. на узбекском и русском языках 4-х томная История Узбекистана. После смерти Рашидова многотомные всеобщие истории Узбекистана уже не издавались за исключением отдельных томов по отдельным периодам.
При Ш.Рашидове впервые на узбекском языке была выпущена 14-томная Узбекская советская энциклопедия, а также издана отдельная энциклопедия Ташкент. Историки подготовили и издали отдельные тома по истории Бухары, Ташкента, Коканда, Хорезма и Каракалпакской АССР.
В августе 1974 года в Самарканде состоялось празднование 1200-летия со дня рождения Мухаммада аль-Бухари (по мусульманскому календарю), кульминацией которого стала международная конференция «Имам аль-Бухари и современность». В ней приняли участие более 60 крупнейших богословов и религиозных деятелей из 27 государств, в том числе представители Всемирной исламской лиги.
Число научно-исследовательских институтов в Узбекистане при руководстве Ш. Рашидова возросло с 64 в 1960 году до 100 в начале 1980-х годов. По инициативе Ш. Рашидова впервые в Центральной Азии был основан Институт археологии, открытый в 1970 году в Самарканде.
В 1970 году на каждый 10 тыс. чел населения Узбекистана приходилось 192 студента. В 1975/76 уч. г. в 9,7 тыс. общеобразовательных школ всех видов обучалось 3,8 млн учащихся, в 273 профессионально-технических учебных заведениях — 117 тыс. учащихся, в 187 средних специальных учебных заведениях — 185,2 тыс. учащихся, в 42 вузах — 246,6 тыс. студентов. В 1975 на 1000 чел., занятых в народном хозяйстве, приходилось 779 чел. с высшим и средним (полным и неполным) образованием (в 1939 — 61 чел.).
В 1975 в научных учреждениях (включая вузы) работали 30,9 тыс. научных работников.
Значительное развитие получила сеть учреждений культуры. На 1 января 1975 действовали 26 театров. Крупнейшая республиканская библиотека — Государственная библиотека Узбекской ССР им. А. Навои (4,2 млн экз. книг, брошюр, журналов и др.); 6,3 тыс. массовых библиотек (39,8 млн экз. книг и журналов); 31 музей.
В 1975 году было выпущено 2147 названий книг и брошюр общим тиражом 36,0 млн экз., в том числе 1037 названий на узбекском языке (тиражом 22,5 млн экз.). Выходило 141 журнальное издание годовым тиражом 134,4 млн экз.; выпускались 257 газет. Общий годовой тираж — 881 млн экз. На узбекском языке выходило 169 газет.
В 1970—1980 годы при поддержке Рашидова в Узбекистане были сняты три больших исторических сериала: «Сокровища Улугбека» по произведению Адыла Якубова, 10 серийный видеофильм[уточнить] «Алишер Навои» по роману Айбека, 17 серийный сериал «Огненные дороги» по роману Камиля Яшена. Впервые были сняты большие художественные исторические фильмы про гениев мировой науки, родившихся на территории современного Узбекистана: Авиценну - "Юность гения", про Мирзо Улугбека - "Звезда Улугбека"
В 1966 году на базе киностудии «Узбекфильм» был создан цех по производству мультфильмов. В 1968 году вышел в свет первый узбекский рисованный мультфильм «Храбрый воробей». В середине 1970-х годов мультипликационный цех стал «Объединением кукольных и рисованных мультфильмов»; были сняты мультфильмы: «Баллада о соколе и звезде» Мавзура Махмудова и «Озеро в пустыне» Назима Тулаходжаева, «Ходжа Насреддин».
Рашидов поддерживал молодых поэтов и писателей Узбекистана. При нём в культуре Узбекистана появились такие выдающиеся поэты как Эркин Вахидов (автор стихотворения «Узбегим») и Абдулла Арипов (автор стихотворения «Узбекистон»).
В период руководства Узбекистана Ш.Рашидовым, академиком М.Нурмухамедовым идея о якобы существовавшей "бухарской нации", созданная филологом Тимур Ходжа оглу была подвергнута критике, потому что она противоречила историческим источникам и вносила раздор в единство узбеков Узбекистана, деля их на бухарцев, хорезмийцев, кокандцев и т.д., в то время как узбеки уже сложились в единую узбекскую социалистическую нацию.

### Узбекистан в 1983—1989 годах
В начале апреля 1983 г. по указанию нового генерального секретаря КПСС Ю.Андропова была создана комиссия по так называемому «хлопковому делу», её работу возглавили Т. Х. Гдлян и Н. В. Иванов. От Генпрокуратуры Союза ССР работу комиссии курировал начальник следственной части союзной Прокуратуры Г. П. Каракозов. В ходе расследования обнаружились гигантского размера подтасовки в отчетности, целая система коррупционных практик, охватившая чиновников высшего звена республиканской администрации, масса случаев нарушения законности; сотни чиновников, хозяйственных и партийных работников были смещены со своих постов или назначены на другие должности, многие арестованы. В современной узбекской традиции «хлопковое дело» считается несостоятельным и задуманным изначально, как способ ослабить местный партийный аппарат, поставив его под контроль центрального правительства. В 1986-1987гг. на высокие должности были назначены чиновники всецело поддерживающие политику отдельных партийных реакционеров ЦК КПСС. В результате было запрещено празднование народного праздника Навруз, запрещена поминальная молитва, разрушены мечети и мусульманские святилища.
Создавались искусственные преграды для поступления в высшие учебные заведения Узбекистана, "в 1986 году из десятых классов школ было выпущено 310 тыс. человек, а на очные отделения вузов было принято только около 50 тысяч". Только в 1986 году 260 тысяч узбекистанских школьников не имели возможностей получить высшее образование.
В эти годы шли нападки на узбекскую культуру, в ноябре 1986 года секретарь по идеологии ЦК КП Узбекской ССР Рано Абдуллаева заявила, что «примером национализма, уродования исторической действительности служит опус М. Махмудова «Улмас қоялар» («Неумирающие скалы»), опубликованный на страницах органа Союза писателей Узбекистана журнала «Шарк юлдузи»». Кроме этого она резко отрицательно отозвалась об оценке Бабура.
После вспышки насилия в Ферганской долине в 1989 году, когда в результате межнационального конфликта между узбеками и турками-месхетинцами погибло около сотни человек, из республики выехало несколько десятков тысяч турок-месхетинцев и большое количество представителей иных национальностей. Пришедший к руководству республикой Ислам Каримов с июня 1989 года стал проводить более популярную среди населения политику в сфере религиозной, культурной и экономической жизни, социального обеспечения и защиты интересов Узбекистана. В Перестройку в республике начали возникать местные движения — «Бирлик» («Единство», 1989 год) и отколовшаяся от него партия «Эрк» («Воля», 1990 год). При этом к концу Перестройки в Узбекской ССР достигла значительных масштабов безработица: в 1990 году по официальным данным не имели работы 596,0 тыс. человек, в том числе 108,5 тыс. женщин.

### Лидеры Узбекистана в советский период
С даты образования Узбекской ССР вплоть до 1937 года председателем СНК Узбекской ССР был Файзулла Ходжаев (1896 — 15.03.1938).
17 февраля 1925 года Юлдаш Ахунбабаев (01(13).07.1885 — 28.02.1943) был назначен Председателем Центрального Исполнительного Комитета Узбекской ССР (с 21 июля 1938 года Председатель Президиума Верховного Совета УзССР) до последних дней руководивший республикой.
С 19 июня по 21 июня 1938 года Усман Юсупович Юсупов (01.03.1900 — 07.05.1966) временно исполнял обязанности Председателя Верховного Совета Узбекской ССР.
22.03.1943 — 14.03.1947 — Абдували Муминов

17.03.1947 — 21.08.1950 — Амин Ирматович Ниязов (1903—1973)
21 августа 1950 года председателем Президиума Верховного Совета избран Шараф Рашидович Рашидов, с 1959 — первый секретарь ЦК Коммунистической партии Узбекистана.
Председатели Президиума Верховного Совета в последующие годы:

24.03.1959 — 25.09.1970 Насриддинова Ядгар Садыковна (род.26.12.1920)

25.09.1970 — 20.12.1978 Назар Маткаримович Матчанов (род.01.01.1923)

20.12.1978 — 18.12.1983 Инамжон Бузрукович Усманходжаев (род.21.05.1930-ум.2017), с 1983 — первый секретарь ЦК Коммунистической партии Узбекистана.

21.12.1983 — 09.12.1986 Акил Умурзакович Салимов (1928)

09.12.1986 — 09.04.1988 Рафик Нишанович Нишанов (15.01.1926-ум. 2022), с 1988 — первый секретарь ЦК Коммунистической партии Узбекистана

09.04.1988 — 06.03.1989 Пулат Киргизбаевич Хабибуллаев (14.10.1936)

06.03.1989 — 24.03.1990 Мирзаолим Ибрагимович Ибрагимов (1928)
24 марта 1990 года Верховный Совет Узбекской ССР избрал первым Президентом республики Ислама Каримова.
Основная статья: Лидеры Узбекистана

## Независимый Узбекистан при И. А. Каримове (1991—2016)
В марте 1990 года Верховным Советом Узбекской ССР учреждён пост президента республики, первым президентом Верховный Совет избрал И. А. Каримова. Новый глава республики пошёл по пути компромиссов с оппозицией, включив в Президентский совет в октябре 1990 году двух лидеров Бирлика, а в 1991 году движение было зарегистрировано как политическая партия. В октябре 1989 Верховный Совет объявил узбекский язык — государственным языком, русский язык — языком межнационального общения. В 1989—1990 годах кризисные явления в экономике привели к усилению сепаратистских настроений. Несмотря на это, на референдуме в марте 1991 года большинство населения проголосовало за сохранение СССР. После неудавшейся попытки государственного переворота (ГКЧП 19 августа 1991 года), 31 августа 1991 года, вслед за другими республиками, Верховным Советом провозглашена независимость и суверенитет Республики Узбекистан, а 18 ноября 1991 года принят Закон «О Государственном флаге Республики Узбекистан». Однако часть полномочий ещё была у союзных властей. 21 декабря 1991 года на встрече президентов в Алма-Ате Узбекистан присоединился к Содружеству Независимых Государств. 26 декабря сессия не предусмотренного Конституцией СССР Совета Республик Верховного Совета СССР (в числе которой были представители и Узбекистана) приняла декларацию о прекращении существования СССР в связи с образованием СНГ.
29 декабря 1991 г. проведен референдум о государственной независимости Республики Узбекистан. На нём был задан вопрос: «Одобряете ли Вы провозглашенную Верховным Советом Республики Узбекистан государственную независимость Республики Узбекистан?» — За одобрение государственной независимости республики проголосовало 98,2 %, против 1,7 %. Таким образом, референдум показал, что провозглашенная в августе 1991 года государственная независимость Республики Узбекистан получила всенародное одобрение.
В тот же день состоялись всенародные выборы президента Республики Узбекистан. В голосовании приняло участие 94,2 % избирателей. За И. А. Каримова проголосовало 86 %. Президентом Республики Узбекистан всенародно был избран И. А. Каримов. 4 января 1992 г. состоялось торжественное вступление И. А. Каримова в должность президента Республики Узбекистан.
4 января 1992 г. — Верховный Совет Республики Узбекистан ратифицировал беловежское соглашение о прекращении существования СССР и о создании СНГ, а также алма-атинский протокол к нему.
При первом президенте Узбекистана страна обрела свой флаг (1991), герб (1992), конституцию (1992). Вместо советской системы была создана новая административная система с институтом хокимов и махалли
Независимость Узбекистана была провозглашена 31 августа 1991 года, через несколько дней после подавления путча ГКЧП в Москве. Хотя некоторые институты, существовавшие в Узбекистане в рамках СССР, оставались даже до 1992 года, например, Туркестанский военный округ и его командование в Ташкенте. Продолжали свою работу депутаты от Узбекистана в Верховном Совете СССР (вплоть до 26 декабря 1991).
На заседании Генеральной Ассамблеи ООН 2 марта 1992 Республика Узбекистан была принята в ООН.
Основными задачами власти являются поддержание стабильности в республике и укрепление власти. Официально в Узбекистане — многопартийная демократическая система, но оппозиционные группы преследуются. После установления суверенитета страну бессменно возглавлял И. А. Каримов, выигравший президентские выборы 2000, 2007 и 2015 годов. Националистическая оппозиция его власти была быстро разгромлена — в 1993 году запрещена партия «Бирлик», её лидеры бежали за границу. После того, как в январе 1992 года в Ташкенте была разогнана студенческая демонстрация в поддержку проигравшего в декабре прошлого года президентские выборы М. Салиха, возглавляемая им партия «Эрк» была запрещена, а сам он эмигрировал.
Значительную угрозу государственному строю Узбекистана составляли на рубеже веков исламские радикалы, которые с 1999 перешли к терроризму. В 1999 и 2000 годах воинствующие исламистские группировки пытались силой свергнуть правительство, вторгаясь из труднодоступных горных районов соседнего Таджикистана. Шестнадцать человек были убиты и сотни ранены в Ташкенте во время взрывов, организованных в феврале 1999 года, предположительно боевиками тех же группировок.
13 мая 2005 в стране имели место массовые беспорядки, повлекшие многочисленные человеческие жертвы. После этого Узбекистан переориентировал внешнюю политику, закрыл для американских ВВС базу Карши-Ханабад, использовавшуюся с 2001 для воздушной поддержки операций в Афганистане, официально заявил о выходе из организации ГУУАМ, чьи позиции становятся всё более антироссийскими, 14 ноября 2005 года заключил «Договор о союзнических отношениях между Республикой Узбекистан и Российской Федерацией», вступил в ЕврАзЭС. 12 декабря 2008 года — В Москве прошло заседание межгосударственного совета стран ЕврАзЭС. На заседании было принято решение о приостановлении членства Узбекистана в ЕврАзЭС по просьбе президента И. Каримова. 16 августа 2006 в Сочи было подписано решение о полноправном присоединении (восстановлении членства) Узбекистана к Организации Договора о коллективной безопасности. Однако 28 июня 2012 года Ташкент направил ноту с уведомлением о приостановлении членства Узбекистана в ОДКБ (официально членство приостановлено 19 декабря того же года).
Одним из решений, принятых в первые годы независимости Узбекистана по инициативе президента Республики Узбекистан И. Каримова, было введение тестового метода при приёме в высшие учебные заведения. Узбекистан первым среди стран СНГ на государственном уровне внедрил в 1992 году систему тестирования при приёме в высшие и средние специальные учебные заведения.
Государственная политика в области здравоохранения направленная на создание условий для формирования в Республике высокотехнологичных специализированных медицинских центров на уровне мировых требований, широкого внедрения передовых медицинских технологий» проявилась в организации Республиканского специализированного центра урологии (РСЦУ) в 2003 г.
В эпоху Каримова в Узбекистане была создана современная дорожно-транспортная и инженерно-коммуникационная инфраструктура, в том числе построены железнодорожные линии Ангрен – Пап с уникальным тоннелем через горный перевал Камчик, Ташгузар – Байсун – Кумкурган. Открыто первое в Центральной Азии высокоскоростное железнодорожное сообщение по маршрутам Ташкент – Самарканд – Бухара – Карши.
Достижения в узбекском футболе в эпоху И.А.Каримова включают в себя победу сборной Узбекистана на Азиатских играх 1994 года, 4-е место в Кубке Азии в 2011 году. Молодёжная футбольная сборная Узбекистана У-19 дважды была полуфиналистом чемпионата Азии (2012,2014). Молодёжная сборная Узбекистана У-16 была чемпионом Азии (2012), дошла до четвертьфинала чемпионата мира 2011 года.
Футбольной спортивной школой Узбекистана был воспитан судья международного уровня, Равшан Ирматов, который 5 раз признавался лучшим судьёй года в Азии, обладатель награды «Global Soccer Awards» в номинации лучший судья года в мире. В 2013 году вошёл в десятку лучших судей мира по версии IFFHS. Равшан Ирматов является рекордсменом по количеству матчей чемпионатов мира по футболу в его активе 11 игр в качестве главного судьи.
В сезоне 1994/1995 ферганский "Нефтчи" занял 3-место в Кубке Азиатских чемпионов. В сезоне 1999/2000 наманганский "Навбахор" стал четвёртым в Кубке обладателей кубков. Футбольная команда из узбекского города Карши «Насаф» была обладателем Кубка АФК 2011 года (азиатского аналога Лиги Европы УЕФА) и была полуфиналистом Азиатского Кубка Чемпионов (2001/02). Футбольная команда Бунёдкор была дважды полуфиналистом Лиги азиатских чемпионов: 2008, 2012. Футбольная команда Пахтакор была дважды полуфиналистом Лиги азиатских чемпионов: 2003, 2004.
В феврале 2015 года прошли президентские выборы, победу на которых одержал Ислам Каримов.
2 сентября 2016 года президент Ислам Каримов скончался. Временно исполняющим обязанности президента Узбекистана стал действующий премьер-министр Республики Узбекистан Мирзиёев Шавкат Миромонович.

## Развитие культуры в 1991-2016 гг.
После распада СССР появились новые задачи в развитии узбекской государственности и системы образования. В сентябре 1992 года был образован Университет мировой экономики и дипломатии (УМЭД) в системе Министерства иностранных дел Республики Узбекистан, который стал кузницей кадров узбекской дипломатии. Ещё в июле 1991 года был создан Ташкентский Государственный университет востоковедения, а в дальнейшем он был расширен и сейчас в нём функционируют 6 научно-исследовательских центров: Восточная лингвистика, Литература стран Востока и переводоведения,
История, источниковедение и историческая география народов Центральной Азии,Теоретические и практические проблемы экономики и экономических отношений стран зарубежного Востока, Центр азиатско-европейских исследований,
Научный центр изучения и пропаганды научного наследия Махмуда Замахшари. Это было первое и единственное специализированное высшее учебное заведение в Центральной Азии, начавшее подготовку квалифицированных специалистов для ряда отраслей востоковедения.
В 1994 году по указу президента Республики Узбекистан Ислама Каримова был создан Самаркандский государственный институт иностранных языков. Он является одним из крупнейших институтов Узбекистана и Центральной Азии по изучению иностранных языков. В настоящее время институт подготавливает высококвалифицированных иностранных филологов специалистов, в том числе, гидов-переводчиков для высшего и среднего специального образования, а также инфраструктурам туризма.
В 1996 году по инициативе президента Ислама Каримова, в честь празднования 660-летия со дня рождения Тимура был открыт Государственный музей истории Тимуридов. В 2007—2011 годах был выполнен проект фундаментальных исследований «Изучение в Узбекистане и за рубежом письменных памятников эпохи Тимуридов», в рамках которого были собраны материалы и сведения, касающиеся рукописей эпохи Амира Тимура и Тимуридов, хранящихся в других странах.
Музей памяти жертв репрессий был образован в соответствии с Указом президента Республики Узбекистан «Об учреждении Дня поминовения жертв репрессий» от 1 мая 2001 года и Постановлением Кабинета Министров Республики Узбекистан от 8 ноября 2002 года № 387. Учитывая значение музея «Памяти жертв репрессий» и согласно Постановлению президента Республики Узбекистан от 5 мая 2008 года экспозиция музея была обновлена. 
Музей расположен в месте, где с начала 1920-х годов и до конца 1930-х годов происходили массовых казни репрессированных.
По инициативе ЮНЕСКО и при поддержке И.Каримова были широко отмечены 2750-летие Самарканда, 2700-летие Карши, 2500-летие Бухары, Хивы и Термеза, 2000-летие Маргилана, юбилеи других городов Узбекистана.
Одним из ярких символов первого десятилетия эпохи независимости Узбекистана был узбекский поэт Мухаммад Юсуф (1954-2001). По оценкам современников Мухаммад Юсуф являлся одним из наиболее одарённых узбекских поэтов конца XX — начала XXI века. 26 апреля 2014 года согласно Постановлению Президента в Узбекистане прошло торжественное празднование 60-летия Мухаммада Юсуфа. К празднованию был приурочен выход документального фильма посвящённого поэту и печать сборника его избранных произведений. На фронтоне дома №1 по улице Пушкина-Салар, в котором жил и работал Мухаммад Юсуф была установлена памятная доска в честь поэта.
В эпоху И. Каримова в Узбекистане впервые учёные-женщины получили возможность защитить докторские диссертации в ведущих научных учреждениях Европы и США..
По роману узбекского писателя Тагаймурад Мингнарова в 1997 году был снят фильм Отчие долины.
В 2006 году был снят фильм «Родина» узбекского режиссёра Зульфикара Мусакова, посвященный проблеме верности Родине, любви в узбекском обществе ХХ — начала XXI века.

## Узбекистан при президенте Шавкате Мирзиёеве
4 декабря 2016 года Шавкат Мирзиёев одержал победу на президентских выборах, набрав 88,61 процентов голосов, а 14 декабря принял присягу и вступил в должность.
В августе 2017 года своим указом Мирзиёев с 1 января 2019 года отменил «выездные визы» (специальные «стикеры разрешительной записи», которые любой желающий уехать из Узбекистана должен получать в Отделе виз и регистраций) и ввел биометрические заграничные паспорта.
9-10 марта 2018 года Шавкат Мирзиёев посетил Таджикистан, был подписан Договор об отдельных участках узбекско-таджикской государственной границы, приняты Соглашения о взаимных поездках граждан — всего более 25 документов, нацеленных на развитие и укрепление сотрудничества в различных сферах.
Одно из главных нововведений Мирзиёева — запуск виртуальной приёмной, куда со своими проблемами и предложениями могут обратиться все граждане страны. Создание такого института в Узбекистане стало настоящей революцией и прорывом. За год работы в виртуальную приемную президента Узбекистана поступили 1 353 967 обращений.
В 2017 году вышло Постановление Кабинета Министров Республики Узбекистан «О мерах по созданию Государственного музея Памяти жертв репрессий при Кабинете Министров Республики Узбекистан и региональных музеев Памяти жертв репрессий при высших учебных заведениях» (№ 936 от 22.11.2017 г.) 
. В 2018 году в Ташкенте впервые началось строительство здания и научного комплекса Центра исламской цивилизации.
Одной из особенностей новой эпохи стала замена тюркских топонимов страны на арабо-персидские. 25 августа 2017 года Сенат Олий Мажлиса Республики Узбекистан на своём пленарном заседании принял решение о переименовании города Тойтепа в Нурафшан.
В 2018 году были проведены благостроительные работы в селе Манас Дустликского района Джизакской области. Манас — наиболее удалённый от центра населённый пункт, в котором проживают более 6,5 тыс. человек, в основном этнические киргизы.
В мае 2020 года в Ташкенте открылся Ташкентский государственный транспортный университет, созданный на базе Ташкентского института инженеров железнодорожного транспорта, Ташкентского института по проектированию, строительству и эксплуатации автомобильных дорог и факультета авиакосмических технологий Ташкентского государственного технического университета.
В мае 2020 года в Ташкенте впервые открылся Музей города Ташкента.
В стране большое внимание уделяется развитию образования в том числе дошкольного. Если в 2017 году в стране действовало 5211 детских садов, то в 2021 году их число достигло 19 316. Увеличены квоты приема в вузы Узбекистана, открыты новые вузы. Однако основной проблемой вузов Узбекистана является моноязычность профессорско-преподавательского состава, подавляющее большинство которого кроме узбекского и таджикского языков совершенно не владеют иностранными языками развитых стран (английский, немецкий, французский и т.д.), что приводит к глубокой отсталости как методов преподавания, так и изоляции от достижений мировой науки.. Правительство Узбекистана поддерживает развитие науки и высшего образования в стране, выделяет значительные средства для расширения научных исследований, однако как отмечают специалисты, отдельные учёные и преподаватели вузов страны в погоне за материальным поощрением вовлечены в аферы с публикацией статей в мусорных журналах  и искусственно поднимают свои хирш рейтинги, многократно цитируя своих научных руководителей и близких коллег.
Достижением эпохи Ш.Мирзиёева является отказ от принудительного труда при сборе хлопка. При И.Каримове несколько миллионов человек, включая студентов вузов и их преподавателей в обязательном порядке мобилизовали на сбор хлопка. В 2018 году эта практика была прекращена.
Впервые в своей истории Узбекистан был избран членом Совета по правам человека ООН По мнению Юрия Саруханяна, Шавкат Мирзиёев позиционирует себя как реформатор и проводит ребрендинг власти: власти либерализуют экономику, пытаются вступить в диалог с обществом, смягчают контроль над СМИ, ограничивают влияние силовиков в управлении страной. Называющие себя настоящей оппозицией эмигрантские политики и движения не имеют поддержки среди населения и не способны влиять на происходящее в стране.
В Узбекистане после 2017 года проводится поэтапная судебная реформа.
В июле 2022 года за большие заслуги в укреплении дружбы между Россией и Узбекистаном президент Узбекистана Шавкат Мирзиеев был награждён Орденом Александра Невского.
Изменения в организации спорта и футбола в Узбекистане проявились в результатах. В 2022 году мужская сборная Узбекистана на 44-й шахматной Олимпиады в Ченнаи (Индия) стала чемпионом турнира.  В 2023 году футболисты молодёжной сборной Узбекистана до 20 лет впервые в истории стали чемпионами Кубка Азии U-20.
Идеи нациестроительства нашли отражение в возведении новых памятников в Узбекистане. 9 мая 2020 года в Ташкенте открылся Парк Победы. В честь Зульфии Закировой, её сыновей-героев был создан памятник «Ода стойкости». По этой теме снят художественный фильм «Илхак».
В 2019-2020 годах впервые был снят узбекско-турецкий исторический сериал Я — Джалолиддин, посвящённый последнему хорезмшаху из династии Ануштегинидов Джалолиддину Мангуберды, сражавшемуся с Чингисханом. В августе 2022 года президент Шавкат Мирзиёев открыл новый памятник полководцу и государственному деятелю Джалалиддину Мангуберды в Ургенче. Высота скульптуры составляет 25 метров, а общий вес более 50 тонн.
В августе 2022 года в Самарканде был открыт второй памятник таджикско-персидскому поэту саманидской эпохи Абу Абдулло Рудаки. В 2022 году в Самаркандском Государственном университете имени Ш.Рашидова было более десяти таджикских групп, в которых учатся не только самаркандцы, но и представители Таджикистана.
А в сентябре 2022 года в Самарканде был открыт памятник персидскому поэту Абулькасиму Фирдоуси. Президент Исламской Республики Иран Ибрахим Раиси в сентябре 2022 года побывал в Самарканде для участия в саммите ШОС, что явилось первым за последние 20 лет визитом главы Ирана в Узбекистан. Усиление связей с Ираном проявляется в улучшении взаимных транспортных коммуникаций, так иранская авиакомпания Qeshm Air с декабря 2022 года свяжет прямым авиасообщением Тегеран с городами Узбекистана – Ташкентом и Самаркандом.
В эпоху президента И.Каримова в Узбекистане единственной авиакомпанией была НАК «Узбекистон хаво йуллари». В 2018 году началась её реорганизация. В 2021 году в Узбекистане появились первые частные авиаперевозчики: Qanot Sharq, Silk Avia, Panorama Airways. В 2022 году были созданы авиакомпании Fly Khiva и Air Samarkand, а в январе 2023 года — Centrum Air.
30 апреля 2023 года на конституционном референдуме более 90 % проголосовавших жителей Узбекистана выступили за принятие поправок, согласно которой "Узбекистан это суверенное, демократическое, правовое, социальное и светское государство"
9 июля 2023 года Президент Узбекистана Шавкат Мирзиёев был переизбран с 87,05 % голосов. В выборах приняли участие более 15 миллионов избирателей.
Впервые за историю независимости начиная с поздней осени 2023 года Узбекистан будет импортировать газ из Российской Федерации.
За последние годы в Узбекистане активизировался крупнейший олигарх из Самарканда Б.Фазылов. Он мажоритарный акционер крупных узбекских и международных компаний, таких как Eriell Group, Enter Engineering и Ferkensco. Председатель правления Eriell Group, председатель попечительского совета Всемирного Общества по изучению, сохранению и популяризации культурного наследия Узбекистана. Он также является владельцем новой частной авиакомпании Air Samarkand. Благодаря ему был создан Туристический центр Silk Road в Самаркандском районе, оцениваемый в 353 млн долларов США. Он состоит из конгресс-холла, восьми гостиниц, комплекса «Вечный город», зон отдыха и др.